# Mingská ekonomika

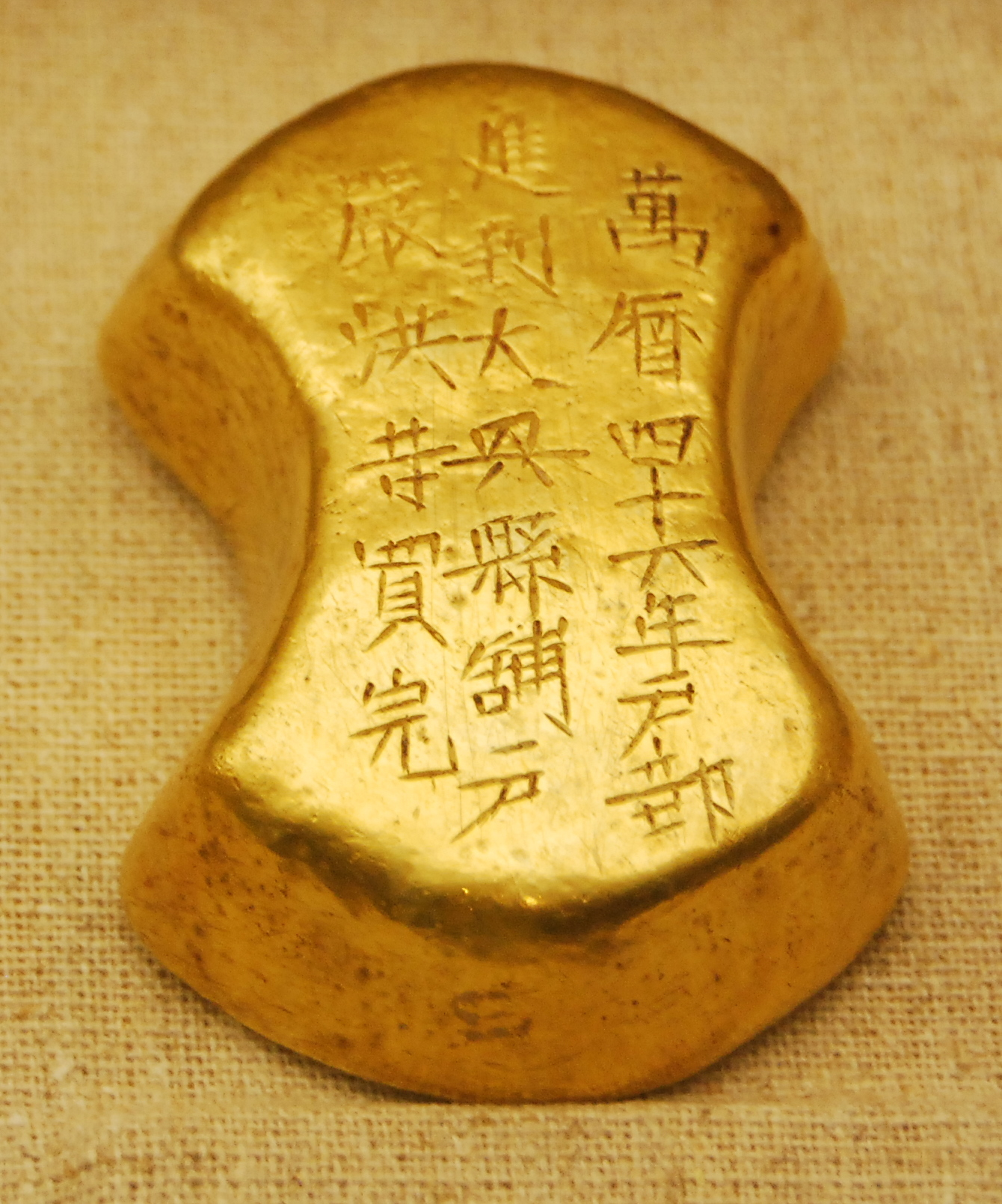
Zlatý ingot vyzdvižený z hrobky mingského císaře Wan-liho (vládl 1572–1620) v mauzoleu Ting-ling

Ekonomika čínské říše Ming (1368–1644) byla ve své době největší na světě, tehdejší podíl Číny na světovém hrubém domácím produktu je odhadován na 31 %, podle jiných odhadů na 25 % k roku 1500 a 29 % k roku 1600. Mingská epocha je považována za jeden ze tři zlatých věků Číny (dalšími byla období vlády dynastií Chan a Tchang).
Zakladatel mingské dynastie, císař Chung-wu, usiloval o vybudování relativně rovnostářské společnosti samozásobitelských rolnických hospodářství, doplněných pouze nezbytnými řemeslníky a obchodníky ve městech. Distribuce přebytků a infrastrukturní investice měly být prováděny státem. Ve snaze o realizaci tohoto ideálu byla obnovena státní správa, vypracovány daňové soupisy obyvatelstva a půdy. Daně byly sníženy z vysokých úrovní nastavených mongolskou dynastií Jüan. Podpora zemědělské výroby a celková obnova země vedla k produkci přebytků, záhy obchodovaných na trzích. Následně však i k majetkové diferenciaci a vzestupu politického vlivu velkých pozemkových vlastníků (džentry) a obchodníků, doprovázeném postupným oslabováním vládní moci.
Ve středním mingském období byla státní kontrola ekonomiky postupně zmírněna. Státní monopoly na výrobu soli a železa vláda zrušila a tyto i další průmyslová odvětví (například textilky, porcelánky, papírny) zprivatizovala. Navíc vzniklo mnoho nových soukromých podniků často dosahujících značné velikosti, s mnoha sty zaměstnanci pracujícími za mzdu. V zemědělství se rozšířila specializace statků na plodiny pěstované pro trh, odlišné v různých regionech. Čaj, ovoce, i technické plodiny (např. lakodárné, nebo bavlna) byly v tržně orientovaných podnicích pěstovány ve velkém měřítku. Takto vzniklá regionální specializace zemědělství přetrvala i za Čchingů. Daně, v počátcích dynastie odváděné v produktech a formou pracovní povinnosti, byly postupně převáděny na peněžní formu.
Kromě vnitřního se rozvinul i zahraniční obchod, v prvních dvou staletích mingské doby přísně regulovaný. Negativní postoj vládních konzervativců k zahraničnímu obchodu se v prvních dvou třetinách 16. století neodrazil ani tak na jeho objemu, jako na jeho militarizaci. Po otevření spojení s Evropou a Amerikou a zrušení vládních zákazů se Čína stala středem celosvětové obchodní sítě.
Pokračoval nerovnoměrný ekonomický rozvoj různých regionů Číny. Se změnami obchodních cest a center hospodářského života S’-čchuan, Šen-si a některé další regiony ustoupily do druhořadého postavení. Ztráta významu Hedvábné cesty vedla k úpadku Kchaj-fengu, Luo-jangu, Čcheng-tu a Si-anu, nyní daleko od hlavních obchodních cest. Naproti tomu jihovýchodní pobřežní provincie a území podél řeky Jang-c’-ťiang a Velkého kanálu prožívaly výrazný růst. Podél vodních tepen vyrostla nová města – Tchien-ťin, Ťi-ning, Chan-kchou, Sung-ťiang a Šanghaj. Nejlidnatějšími městy byly obě metropole – Peking a Nanking – a Su-čou, v mingské době ekonomické centrum Číny.
Ke konci mingské éry přírodní katastrofy a nástup malé doby ledové způsobily propady zemědělské produkce, zejména v hospodářsky slabší severní Číně. Režim, neschopný zajistit obyvatelstvu bezpečí a životy, ztratil legitimitu a zhroutil se v ohni rolnických povstání.
| Čínské měrné jednotky zmíněné v článku. Plocha: - 1 mu (畝) = 580,32 m², - 1 čching (畝) = 5,8032 ha. Hmotnost: - 1 liang (两) = 37,301 gramů, - 1 ťin (斤) = 596,816 gramů. Objem: - 1 tou (斗) = 10,74 litrů, - 1 tan (石) = 107,4 litrů. |
| |

## Země a lidé

### Země
Mingskou Čínu lze rozdělit na několik odlišných regionů. Základní dělení je na sever a jih s hranicí zhruba na řece Chuaj. V severní Číně bylo zemědělství založeno na pěstování pšenice a prosa, což s sebou neslo tendenci k sjednocování polností ve větší statky. Rolníci sídlili v kompaktních vesnicích spojených sítí pozemních cest. Po válkách, z nichž se zrodila říše Ming, byl sever vylidněný a tak tradičně hustá síť okresů a prefektur umožňovala vyšší kontrolu úřadů nad obyvatelstvem. K význačným hospodářským faktorům severu patřily Velký kanál obnovený počátkem 15. století, podél něhož vyrostla řada měst; od 20. let 15. století nová metropole v Pekingu, a mnohasettisícová armáda okolo Pekingu a na severní hranici země. Na severu země byly základními dopravními prostředky relativně pomalý povoz a kůň, kdežto na jihu množství kanálů, řek a jezer umožňovalo levnou a rychlou přepravu zboží čluny.
Na jihu byla hlavní plodinou rýže vyžadující výrazně více lidské práce – pěstování sazenic, sázení, pletí i sklizeň zůstávaly zcela ruční, tažná zvířata se používala pouze při orbě. Nejrozvinutější oblastí jihu i celé Číny byl Ťiang-nan, zahrnující zhruba provincii Če-ťiang a jih tehdejšího Nan Č’-li (dnes An-chuej a jih Ťiang-su). Provincie Ťiang-si a Chu-kuang dodávaly rýži do Ťiang-nanu, oblasti mimo vodní cesty však zůstaly poměrně nerozvinuté. Ťiang-si v mingské éře ztratilo dřívější důležitost a kvůli přelidnění se jeho obyvatelé stěhovali do Chu-kuangu, jehož centrum se přesunulo z Ťiang-lingu (dnes v Ťing-čou) do Chan-kchou. Ve Fu-ťienu bohatla tamní městská elita z námořního obchodu; k obratu k obchodu přispíval i tamní nedostatek půdy. Kuang-tung zůstával po většinu mingské doby jen slabě hospodářsky propojený s rozvinutými regiony Číny. S’-čchuan byl relativně samostatným okrajovým regionem říše. I Jün-nan a Kuang-si měly jen nevelký význam.

### Obyvatelstvo

Počet obyvatel říše Ming podle provincií. Výsledky sčítání roku 1393, v milionech. Vzhledem k nepočítání vojáků, části žen a dětí a nedokonalé registraci byl skutečný počet vyšší, podle různých odhadů o 10–40 %.

Hospodářský rozvoj země silně závisel na počtu obyvatel, hustotě zalidnění a dostupnosti a ceně pracovních sil. O populaci během mingské éry existuje jen málo důvěryhodných údajů; mezi historiky proto trvá živá diskuze o její velikosti. Za jakžtakž důvěryhodné jsou pokládána sčítání v 80. a 90. letech 14. století, která uváděla 59–60 milionů lidí (nebyli počítáni vojáci a některé další skupiny). Historikové 20. století s použitím jejich výsledků odhadují počet obyvatel mingské Číny koncem 14. století na 65–85 milionů.
V následujících staletích vnitřního míru počet obyvatel značně vzrostl, editoři okresních a prefekturních kronik usuzovali v druhé polovině 16. století na ztrojnásobení, někteří i zpětinásobení obyvatelstva od roku 1368. O výrazném růstu počtu obyvatel mezi koncem 14. a počátkem 17. století není pochyb ani mezi moderními historiky, nicméně jejich odhady velikosti populace se značně liší. Podle názoru Johna Fairbanka měla Čína koncem mingské éry 160 miliónů obyvatel, Timothy Brook píše o 175 miliónech, Patricia Ebreyová uvádí údaj 200 miliónů. Frederick Mote pak 231 miliónů k roku 1600 a 231 až 268 miliónů k roku 1650. Přírůstek obyvatelstva možná nebyl tak vysoký, jak předpokládají výše uvedení historici, nicméně dostatečně silný, aby i po poklesu počtu obyvatel o šestinu až čtvrtinu v souvislosti rolnickými povstáními, epidemiemi a mandžuským vpádem bylo patnáct let po pádu dynastie Ming v novém cenzu napočteno přibližně 105 miliónů obyvatel.
Patrně kvůli přelidnění, a z toho plynoucímu zhoršení životních podmínek, v posledním století mingské éry ve většině provincií rostla úmrtnost, klesala rychlost přírůstku obyvatel i očekávaná délka života, a zvyšoval se rozdíl v délce života mezi nižšími a vyššími vrstvami obyvatelstva. V samotném závěru mingské éry a počátku čchingského období se tyto trendy v některých provinciích obrátily, v souvislosti s razantním úbytkem obyvatelstva.
Osídlení mingské Číny bylo silně nerovnoměrné. První mingský císař Chung-wu proto přesídlil na 3 miliony lidí, vesměs na řídce osídlený sever. Osídlenci často pocházeli ze Šan-si, relativně méně zasaženého válkami; na jihu za Chung-wua přecházeli lidé z pobřeží Fu-ťienu a Če-ťiangu do vnitrozemí. Nezávisle na vládě lidé přecházeli do pohraničí západního Che-nanu, z nížin Ťiang-si do jeho hor a z Ťiang-si do Chu-kuangu. Stěhování do původně řídce osídlených krajů bylo výhodné i kvůli nižším daním – daňové kvóty pro tyto kraje totiž dlouho zůstávaly nízké bez ohledu na přírůstek obyvatel.
Podle výpočtů amerického historika a sociologa Gilberta Rozmana žilo začátkem 16. století ve městech asi 6,5 % ze 130 milionové populace Číny. Nejlidnatějšími městy byly obě metropole, Peking a Nanking, a také Su-čou, v mingské době ekonomické centrum Číny. V 16. století Peking obývalo téměř 1 milión lidí, Nanking přes 1 milión, a Su-čou necelých 650 tisíc. Dalšími důležitými hospodářskými středisky země byly Chang-čou a Fo-šan.

## Zemědělství

### Klima
V předprůmyslové společnosti bylo zemědělství základem a nosným sektorem ekonomiky, na kterém závisela i řemesla a obchod. Zemědělskou produkci výrazně ovlivňuje proměnlivost počasí a v delším období změny klimatu. Také přírodní neštěstí – sucha, záplavy, anebo epidemie výrazně zasahovaly do chodu hospodářství.
Mingské období bylo celkově sušší než předešlá jüanská éra. V letech 1350–1450 byly zimy chladné, kolem roku 1400 se začala objevovat teplá jara. Průměrná teplota byla o stupeň nižší než ve druhé polovině 20. století. Nejhorší přírodní katastrofy byly záplavy v letech 1353–1354 v severní Číně, Če-ťiangu a Kuang-si a ve 20. letech 15. století v Šan-si.
V letech 1450–1520 nastoupilo sušší období s teplými jary i zimami, přičemž po roce 1500 se zimy ochladily. Průměrná teplota se nezměnila. Sever trápila občasná sucha, kdežto jih záplavy. Sucha byla nejhorší roku 1452 (Chu-kuang) a 1504 (severní Čína), záplavy zase roku 1482 (Chu-kuang). Roku 1484 bylo v celé zemi mimořádné sucho a v letech 1485–1487 následovala snad největší katastrofa mingské éry – epidemie v severní Číně a Ťiang-nanu. Jih poškodily záplavy v letech 1477–1485.
Mezi roky 1520 a 1570 bylo podnebí chladnější a vlhčí, ke konci byly zimy teplejší. Teplota byla o 0,5 stupně níže než v předešlém období. Sucha postihovala především povodí Jang-c’-ťiang, záplavy jih i sever. Roku 1528 v Če-ťiangu, Šan-si, Šen-si a Chu-peji nastalo nejhorší sucho v mingské éře. Také léta 1568 a 1569 byla roky extrémů – sucha a záplav.
V letech 1570–1620 bylo poměrně teplo, zvláště v zimě. Průměrná teplota byla o stupeň vyšší než v předešlém období. Celkově bylo počasí sušší s občasnými záplavami. Nejhorší neštěstí byly záplavy na severu roku 1585 a následované další rok velkou epidemií; velké sucho po celé zemi roku 1589; sucha ve druhé dekádě 17. století ve Fu-ťienu na severu a konečně velké záplavy po celé zemi roku 1613.
Období vymezené roky 1620–1700 patřilo mezi chladnější a občas vlhčí. Sucha ve 30. letech na severu byla následovaná epidemiemi, v letech 1637–1641 záplavami a opětným suchem v letech 1640–1641. Teplota byla o stupeň níže než v předešlém období, zvláště koncem století.

### Život na vesnici

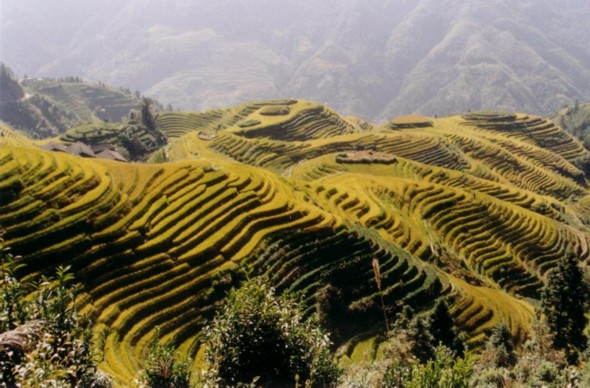
Terasová rýžová pole v provincii Kuang-si

Díky úsilí předchozích generací čínské zemědělství dosáhlo poměrně vysoké úrovně; rolníci disponovali širokými znalostmi, používali jarovizaci, střídání plodin, pečlivé hnojení a zavlažování, zvláštní způsoby obdělávání různých půd, brali v úvahu vztahy mezi plodinami, pěstovali různé plodiny na jednom poli. Umělé zavlažování bylo široce rozšířené, k roku 1400 na 30 % obdělávané půdy (totiž 7,5 z celkových 24,7 milionů hektarů). V mingském období se zvýšila výsadba průmyslových plodin, zejména bavlny. S jejím rozšířením nahradily bavlněné oděvy dosavadní konopné.
Rolníci zaváděli nové odrůdy rýže. Zatímco původní čínská rýže dozrávala 150 dní po přesazení na pole (přesazována byla ve stáří 4–6 týdnů) a čampská rýže dovezená počátkem 11. století dozrávala 100 dnů po přesazení, nové odrůdy vyšlechtěné v 15. století bylo možno sklízet už po 60 dnech a odrůdy ze 16. století dokonce po 50 dnech, což umožňovalo i více než dvě sklizně za rok. Vláda už v sungských dobách podporovala střídání plodin na severu a zavádění pšenice jako druhé plodiny na jihu, ale i tak se dvojí sklizeň rýže za rok šířila pomalu.
Se svými znalostmi a postupy dosahovali čínští rolníci nemalých výnosů, u pšenice a ječmene už ve 12. století sklízeli desetinásobek setby, u rýže ještě více. Ve středověké Evropě naproti tomu úroda dosahovala zhruba čtyřnásobku setby (nebo i méně), tento poměr začali Evropané zvyšovat až v 18. století. Nástroje používané čínskými rolníky však zůstávaly jednoduché a primitivní; nízká cena a dostupnost pracovních sil snižovala potřebu technického pokroku.
K rýži, od dob říše Sung (960–1279) základní potraviny chudiny, se jako potravina chudých postupně přidaly původem americké batáty, poté, co se kolem roku 1560 objevily v Číně. Kromě batátů přinesla takzvaná kolumbovská výměna do Číny i jiné plodiny z Amerik, jako kukuřici, brambory, arašídy. Vedlo to k nárůstu plochy obdělávané půdy, neboť mohly být využity pozemky nevhodné pro tradiční čínské plodiny. Nové plodiny, společně se zavedenou pšenicí, rýží a prosem zajistily výživu rostoucího obyvatelstva země. Váha rýže na výživě obyvatelstva však klesala pomalu a začátkem 17. století byla stále ještě kolem 70 %. Americké plodiny se více rozšířily až v následujících staletích.

### Rané období
První mingský císař Chung-wu se pokusil zavést idealizovaný konfuciánský model ekonomiky země, který považoval zemědělství za základní zdroj bohatství. Za ideál považoval život rolníka v téměř úplně soběstačné komunitě, jejíž obyvatelé nebyli nuceni nikam cestovat a kromě odvádění daní nepřišli do styku s úřady. Císař dělal co mohl, aby rolníkům takový život zajistil. Pozdně mingský úředník Čang Tchao se k počátkům mingské éry vracel přesvědčen o úspěšnosti císařova úsilí:
| „                                     | Každá rodina byla soběstačná, měla dům, kde mohla žít, půdu, již mohla obdělávat, hory, z nichž mohla získávat dříví na topení a zahrady, v nichž mohla pěstovat zeleninu. Daně se vybíraly bez obtěžování a po banditech nebylo ani vidu. Svatby se zařizovaly ve správný čas a osady byly bezpečné. Ženy předly a tkaly, muži se starali o sklizně. Sluhové byli oddaní a pracovití, sousedé srdeční a přátelští. | “ |
| — Čang Tchao, Kronika okresu Še, 1609 | |   |

Během válek, v nichž vznikl mingský stát, se státní vlastnictví půdy výrazně rozšířilo, k pozemkům vlastněným státem v říších Jüan a Sung, nyní vráceným vládě, připadla i půda zabavená protivníkům nové dynastie. Zkonfiskovány byly i obrovské majetky buddhistických a taoistických klášterů. Kláštery byly omezeny na jeden s maximálně dvěma mnichy na okres, přespočetné úřady zrušily a statisíce mnichů vrátily světskému životu. Celkově stát vlastnil dvě třetiny obdělávané půdy, přičemž na jihu převládala soukromá půda, na severu státní.
Kdo opustil majetky během válek, neměl nárok na jejich vrácení; byly mu přiděleny náhradní pozemky, ale pouze pokud na nich zamýšlel osobně pracovat. Kdo obsadil větší pozemky než byl schopen obdělat, byl zbičován a jeho půda zabavena. Omezování velkých pozemkových vlastníků se nevyhýbalo ani novým mingským hodnostářům, ministrům, úředníkům, aristokratům, dokonce ani členům císařského rodu. Všichni místo pozemků dostali jen příjem v rýži a hedvábí.

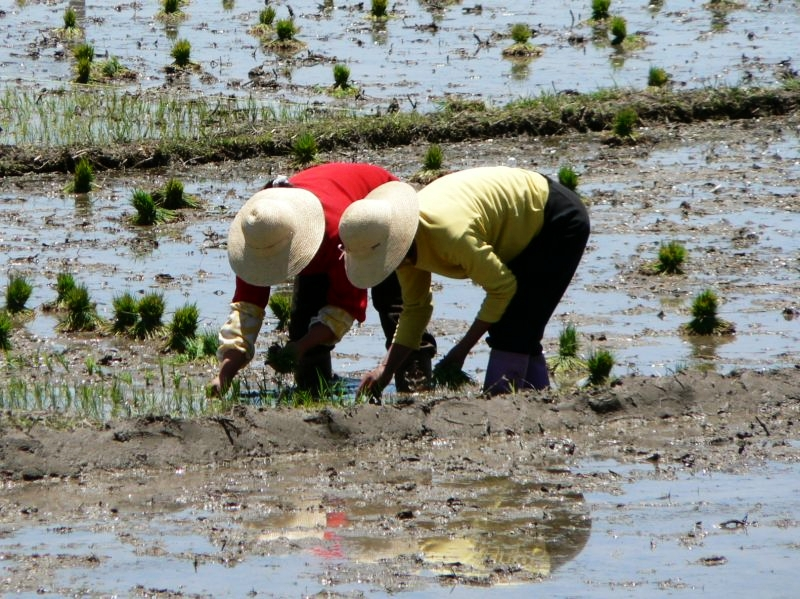
Ruční sázení rýže, provincie Jün-nan, 2007. Ruční sázení předpěstovaných sazenic je typické pro pěstování rýže už tisíce let

Většina státních pozemků byla rozparcelována a předána rolníkům do trvalého užívání. Na severu dostávali rolníci 15 mu na pole a dvě na zahradu, na jihu byl příděl 16 mu pro rolníky a 50 mu pro vojenské rolníky. (V mingské době se 10 mu rovnalo 0,58 ha.) Rolníci hospodařící na státní půdě ji mohli předat potomkům, nikoliv však prodat. V podstatě byl obnoven tchangský systém stejných polí.
Pro daňové účely vláda sestavila soupisy obyvatel (a jejich majetku) – takzvané Žluté registry, půda byla evidována v Registrech map rybí šupiny. Na státní půdě byly povinnosti rolníků vyšší než na soukromé, ale statkářům zase rolníci platili dosti vysoký nájem.
Ve snaze o obnovu prosperity země zničené dlouholetými válkami vláda zemědělskou výrobu podporovala nejrůznějšími prostředky. Stát značně investoval do infrastruktury, obnovil hráze a kanály, snížil daně. Organizováno bylo přesidlování ze zalidněného jihu do zpustošených severních provincií, zprvu nedobrovolné, později vláda od násilného stěhování lidí upustila. Osídlenci kromě pozemků dostávali i setbu a vybavení, včetně tažných zvířat. Hospodáři na nově zúrodněných pozemcích měli daňové úlevy. V pohraničí a strategicky důležitých oblastech vznikly vesnice vojenských rolníků, kteří zásobovali armádu potravinami a v případě války byli povinni vojenskou službou.

### Privatizace a koncentrace majetků

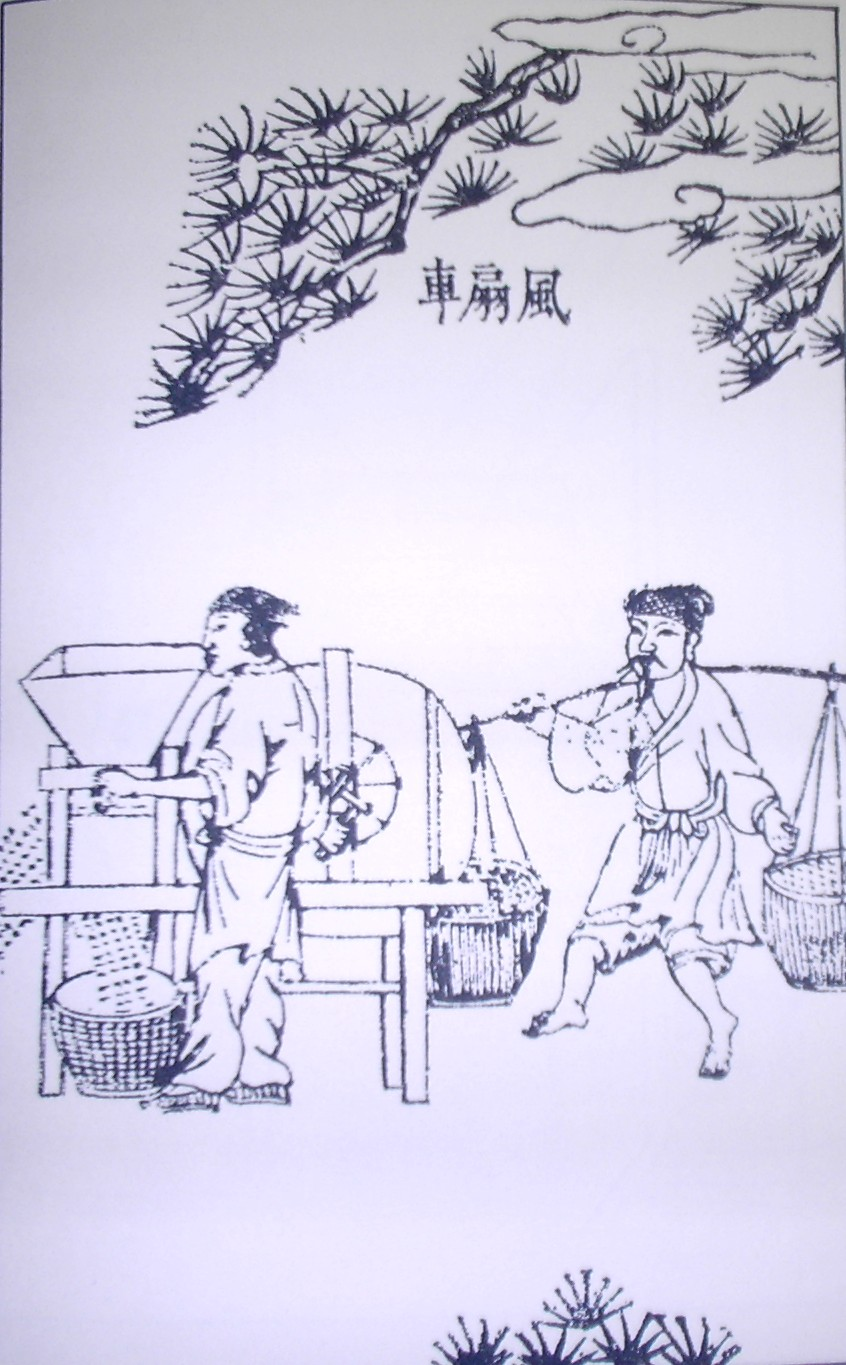
Oddělování zrna od plev pomocí mechanického třídícího stroje. Ilustrace encyklopedie Tchien-kung kchaj-wu, 1637

Představa Chung-wua o venkovu složeném z drobných zemědělců platících daně státu byla vždy pouze utopií. Záhy rolníci začali ztrácet půdu ve prospěch mocných a majetných statkářů, kterým poté museli platit nájem, přičemž daně placené státu zůstaly v původní výši. Jelikož mnozí mocní dosáhli vynětí svých pozemků z daňových soupisů a majetek úředníků a členů dynastie do nich také nespadal, snažila se státní pokladna nahradit si příjmy jinak. Rušila nejrůznější úlevy – pro nově zúrodněná pole i pro dříve nedaněné pozemky v pustinách, bažinách a slaniskách.
Drobní rolníci se nebyli schopni udržet a ztráceli půdu ve prospěch lichvářů a statkářů. Začala se prodávat i státní půda, ale kvůli nezákonnosti prodeje byla její cena desetkrát nižší. Při těchto prodejích byli ve výhodných pozicích vesničtí starší a nižší úředníci, mající možnost manipulovat s úředními záznamy a registry. Výsledkem masových přesídlení a pokusů obyvatelstva uniknout daňovým břemenům se stal růst množství bezdomovců hledajících půdu k pronajmutí nebo jakoukoli jinou práci, řemeslníků a cestujících obchodníků. Ve středním mingském období se vláda vzdala pokusů vrátit potulné živly do domovských obcí a uložila místním úřadům registrovat (a danit) pohybující se část obyvatelstva na místě, kde nyní žijí. Nakonec se opět ustavila dominance majetných pozemkových vlastníků a obchodníků nad nájemci, sluhy a krátkodobě zaměstnávanými migrujícími pracovníky, která byla velmi vzdálená Chung-wuovu ideálu – striktnímu dodržování stabilní hierarchie „čtyř povolání“ (v sestupném pořadí úředníků, rolníků, řemeslníků a obchodníků). Slovy Čang Tchaa:
| „                                     | Mnoho bylo těch, co odcházeli z domova za obchodem a vlastnictví půdy již nebylo v úctě. Muži soupeřili v důvtipu, využívajíce svého jmění a zisky nepředvídatelně rostly či klesaly. Schopní měli úspěch a ti, kdo byli v myšlení těžkopádnější, přišli na mizinu. Rovnováha mezi mocným a nízkým se ztratila, když oba soupeřili o nepatrné částky. Jeden vykořisťoval druhého a každý prosazoval sám sebe. Podvodné jednání zapustilo kořeny a zrodil se spor; nevinnost byla pošpiněna a zhýralství se šířilo jako potopa. | “ |
| — Čang Tchao, Kronika okresu Še, 1609 | |   |

Od konce 15. století nepoměrně rostlo bohatství a politický vliv velkých pozemkových vlastníků, přičemž život drobných rolníků se spíše ztížil. Ziskem majetných se staly jak státem vlastněné pozemky, dosud užívané drobnými hospodáři, tak soukromá půda. Mezi novou majetnou vrstvu patřili zástupci vznešených rodin, rodiny úředníků, vysokých důstojníků, bohatých obchodníků a měšťanů i správci nemovitostí velkých feudálních pánů; jednotlivá panství dosáhla značné velikosti, i půl okresu.
Z původně stejnorodých rolnických hospodářství se vydělili úspěšní hospodáři. Naopak pole zchudlých rolníků získávali jejich bohatší sousedé, současně působící v místní samosprávě, i věřitelé. Soudobé prameny komentovaly stav venkova slovy:
| „ | „Takových, kteří skutečně spravovali obec, bylo jen málo. Ale těch beroucích úplatky mnoho.“ | “ |

Privatizace pozemků nejintenzivněji postoupila v provinciích Ťiang-si, Če-ťiang, Kuang-tung, Chu-nan a Chu-pej, tedy v ekonomicky rozvinutých regionech země. V pohraničí pozemky vojenských osad přešly do rukou vojenských velitelů a jiných vlivných lidí. Úředníci si stěžovali na přechod půdy do ruk soukromníků nečestnými způsoby, nicméně oni sami patřili k třídě majetných pozemkových vlastníků, takže zůstalo jen u rétorického odsuzování těchto procesů. Poplatky a povinnosti vůči státu ovšem nadále nesli bývalí rolníci, nyní nájemci. Hlavními „pohlcovateli“ země byli členové císařského rodu, příbuzní císaře v ženské linii i eunuši; všichni zachvacovali jak státní, tak soukromé pozemky. K těmto, ve velkém měřítku prováděným, aktivitám si dokázali získat souhlas trůnu. Sami císaři od roku 1456 začali ze státních pozemků vydělovat svá osobní panství; do konce dynastie Ming jejich počet dosáhl tří stovek. Pět z nich, v oblasti hlavního města, dohromady zahrnovalo přes milion mu půdy. Koncem 15. století si velká panství začali budovat i knížata a další členové císařského rodu, ti císaři nejbližší v rozsahu i miliónů mu. Zasloužilí hodnostáři také dostávali dary od císaře, obvykle v řádu desítek a stovek tisíc mu. Pozemky dostávali i s rolníky, dosud majícími půdu od státu k užívání, jindy i se soukromými vlastníky, těmito dary změněnými na nájemce.
Koncem 16. století v jižních provinciích původní státní půda, kromě malého množství při školách, již přešla do soukromého vlastnictví. I zde původní majitele polí – drobné rolníky – nahrazovali nájemci, ale k hrubému vyhánění a zabavování majetku malých rolníků docházelo, v kontrastu se situací na severu, jen zřídka.
Velká panství se zpravidla rozdělovala na drobné příděly pronajímané jednotlivým rodinám. Páni žili z takto získané renty a dokud přicházela, málo se starali o situaci rolníků, produktivitu práce či neúrodu. Zlepšování technologií nebo používání práce za mzdu nebylo třeba, stačilo přinutit závislé rolníky. Proto byla tato panství silně konzervativním prvkem společnosti.
| Příkladem aktivního malého vlastníka a současně nájemce věnujícího neutuchající pozornost zúrodňování pomocí hnojiv byl Čang Lü-siang, autor Pu nung-šu (Dodatků k manuálu o zemědělství, 1658), kterým doplnil dílo svého příbuzného Šen-š’ nung-šu (Manuál o zemědělství mistra Šena). |
| |

Páni dostávali platby nájemců, ale sami zpravidla byli osvobozeni od daní; z toho plynoucí pokles státních příjmů, byl řešen přesunutím daňového břemene na zbytek populace. Jak podřízenost novým pánům, tak růst daní, poškozovaly bohaté rolníky a ty statkáře, kteří dosud drželi svou půdu a zaváděli nové racionálnější metody hospodaření. Tak proces „feudalizace“ bránil modernizačním tendencím na venkově.
Hlavní pracovní sílou zůstávali pachtýří a svobodní rolníci. Podstatně méně byla používána práce za mzdu, nicméně právě taková hospodářství se orientovala na produkci určenou pro trh. Na prodej byla pěstována zelenina, ovoce, květiny, technické plodiny, bavlna, tabák, lakodárné stromy, ryby.

### Růst daní, útěky rolníků a povstání
Téměř zanikly kolonie vojenských rolníků, v důsledku čehož příjmy státní pokladny z vojenských osad (původně téměř dvě třetiny státních příjmů ze zemědělství) klesly na jednu desetinu počáteční velikosti. Nakonec se prakticky rozpadla vrstva drobných rolníků přímo platících daně státu, nahrazeni byli pachtýři závislými na velkostatkářích. Kromě daně z hlavy už nebyli přímými poplatníky, ovšem plnili daňové povinnosti za svého pána. Nájemné jimi placené dosahovalo i poloviny úrody, trvaly i různé zvykové pracovní povinnosti.
V důsledku snižování počtů rolnických daňových poplatníků a růstu počtu osob žijících na úkor státní pokladny trpěly mingské úřady nedostatečnými příjmy; jednorázové akce, jako prodej pozemků buddhistických chrámů, nepomáhaly. Pokusy císařů o získání dodatečných příjmů narážely na odpor i v samotném státním aparátu – v éře Wan-li (1573–1620) se eunuchové vybírající poplatky a daně střetávali s odporem místních úředníků, na který občas doplatili i uvězněním nebo smrtí.
Obchodníci se různým mimořádným dávkám a poplatkům dovedli bránit přesunutím trhů a obchodních cest. A tak nezbývalo než zvyšovat zdanění zemědělců, dávky placené ze soukromé půdy vzrostly na úroveň odváděnou uživateli státní půdy. Nespokojenost obyvatelstva byla přirozeným výsledkem.
Rolníci, kteří ztratili půdu, zejména v severních a centrálních provinciích, prchali do hor a stávali se bandity. Vznikala i rozsáhlá povstání. Velká rolnická vzpoura začalo v roce 1507 v provinciích Chu-pej a Chu-nan a trvala až do roku 1512. V roce 1513 vypuklo povstání v provincii Ťiang-si, kde povstalecké oddíly dosáhly počtu několika desítek tisíc bojovníků a pronikly i do provincií Če-ťiang a Fu-ťien. Dlouhotrvající nepokoje zasáhly i provincie S’-čchuan a Šan-tung. Rolnická hnutí byla obvykle spontánní a neorganizovaná, neměla jasně vyjádřené cíle a slogany. Boj rolníků byl namířen proti útisku ze strany místních úřadů, velkostatkářů a poskytovatelů úvěrů, někdy rolníky podpořili i horníci, vojáci a chudí obyvatelé měst; v čele hnutí často stanuli vzdělanější, leč neúspěšní příslušníci středních vrstev.
Obzvláště časté byly vzpoury v provinciích Šen-si, Kan-su, Šan-tung a části Che-nanu. Také v jihozápadní Číně místní nechanské národy Miao a Jao dlouhá léta odporovaly mingskému režimu. Přes občasné ústupky, jako snížení daní, upuštění od vybírání nedoplatků a amnestie, vlna rolnických nepokojů stoupala výše a výše. Až nakonec roku 1644 povstalecká armáda Li C’-čchenga rozvrátila státní správu v severní Číně a dobyla Peking.

## Řemesla a průmysl

### Počáteční období – státní organizace výroby

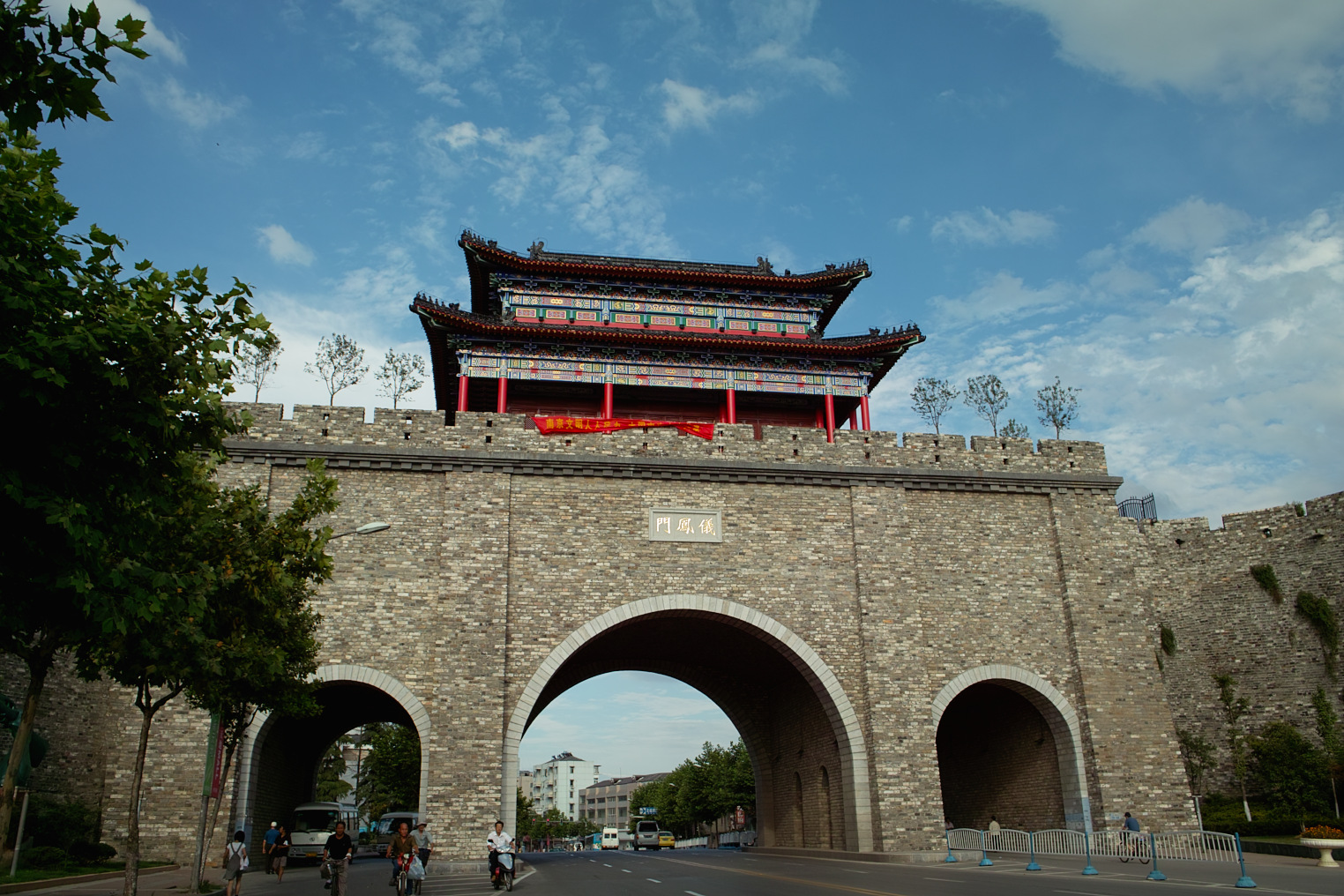
Brána I-feng nankingských hradeb. Hradby Nankingu stavěly za vlády císaře Chung-wua desítky tisíc lidí v systému pracovní povinnosti. Výroba statisíců cihel i jejich doprava na místo byla rozvrhnuta na obyvatelstvo v okruhu mnoha set kilometrů.

Městští řemeslníci byli pod dozorem státu. Zapsáni v seznamech, nemohli se stěhovat bez vědomí úřadů. Ve městech byli snadno dosažitelní pro úředníky, kteří vymáhali povinnosti vůči státu. Byly postátněny některé manufaktury, zejména porcelánky. Stát si držel monopol na těžbu a zpracování soli a rud, což způsobilo nepříjemnou drahotu kovů. Řemeslníci měli rovněž kromě odvádění daní i pracovní povinnost; v případech, kdy byla vykonávána mimo bydliště, pak mimořádně tíživou. Pracovní povinnost byla postupně nahrazována peněžními platbami, ale do konce dynastie nebyla úplně odstraněna.
Spolu s nástupem nových řemesel se objevily i nové cechy, stávající se dělily a specializovaly. Koncem mingské éry existovalo v okresních městech (a městech obdobné velikosti) cca 100 cechů. Nicméně proces oddělení obchodu od řemesel byl pomalý a trval až do 20. století. Pro každou výrobní operaci vznikly samostatné cechy, mezi nimiž polotovary postupovaly prostřednictvím obchodníků. Oddělení jednotlivých fází výroby mělo negativní dopad na její rozvoj. Slabostí čínských cechů byl mizivý politický vliv – byly pod kontrolou úřadů a pravomoci měly pouze vůči vlastním členům. Rozšiřování domácího trhu a růst nadregionálních vztahů přinesly pokles jejich významu. Obchodníci si nezávisle na nich vytvořili vlastní územní organizace (chuej-kuang).

### Rozvoj soukromého podnikání
Už ve 14. století se rozšířila výroba rozptýlená po domech. Nerozšířenější byl tento způsob organizace výroby v hedvábnictví a bavlnářství v provinciích Ťiang-su a Če-ťiang. Tak v oblasti Pchu-jüan (v Če-ťiangu) kontrolovala trh čtyři sdružení obchodníků, která pronajímala tkalcovské stavy městským a příměstským tkalcům, prodávala jim suroviny a vykupovala výrobky. V 16. století už v některých městech a vesnicích na dolním toku Jang-c’-ťiang žili pouze přadláci a tkalci a zemědělství zde mělo jen okrajový význam. Vztah mezi malými výrobci a obchodníky se lišil případ od případu – od prostého prodeje a nákupu, přes pronajímání stavů a vybavení, až po rozptýlenou manufakturu. Výroba hedvábí se přitom rozdělila na čtyři samostatné sektory: pěstování morušovníků (na listy), chov hedvábníků, spřádání surového hedvábí, tkaní hedvábných látek. Nabídku a poptávku reguloval trh.
V hedvábnickém průmyslu Su-čou, Nankingu a Chang-čou se objevily dílny soukromých vlastníků s najatými zaměstnanci. Některé byly malé, ale v jiných dosáhl počet zaměstnanců několika set, v nich byla samozřejmostí dělba práce ve výrobním procesu. Právě proti těmto velkým podnikům byl namířen pozdější zákon císaře Šun-č’ (vládl 1644–1661) z následující dynastie Čching, zakazující mít v dílnách více než sto strojů. Stovky barvířských dílen s najatými dělníky existovaly v Če-ťiangu, v Ťing-te-čenu bohatí obchodníci běžně vlastnili několik pecí pro produkci porcelánu (celkem bylo pecí ve městě koncem 17. století 200–300, každou obsluhovalo kolem deseti dělníků).
Největší rozvoj v zemi dosáhlo hedvábnictví, bavlnářství, barvířství, výroba keramiky a porcelánu, papíru a tiskařství. Dřívější hedvábnická centra ve vnitrozemí (jako Čcheng-tu) ztratila význam ve prospěch Nankingu, Su-čou a Chang-čou. Výrazně se rozvíjel zpracovatelský průmysl – budovaly se cukrovary, dílny na zpracování čaje, tabáku, lisování oleje, cukrářské výrobky. Od 15. století nastal vzestup stavebnictví – rozsáhlá výstavba probíhala v Pekingu a Nankingu, byla dokončena a částečně obnovena Velká čínská zeď a mnoho jiných pevností.
Rozšiřovala se těžba a zpracování nerostných surovin, což doprovázela technická zlepšení – při těžbě uhlí v Che-peji, Ťiang-su a Šan-si byl používán drenážní systém a odstraňování plynu z šachet bambusovými trubkami; k vyvážení rud z dolů horníci sestavovali složité zdvihací mechanismy, v hutích byla využívána směs kamenného a dřevěného uhlí.

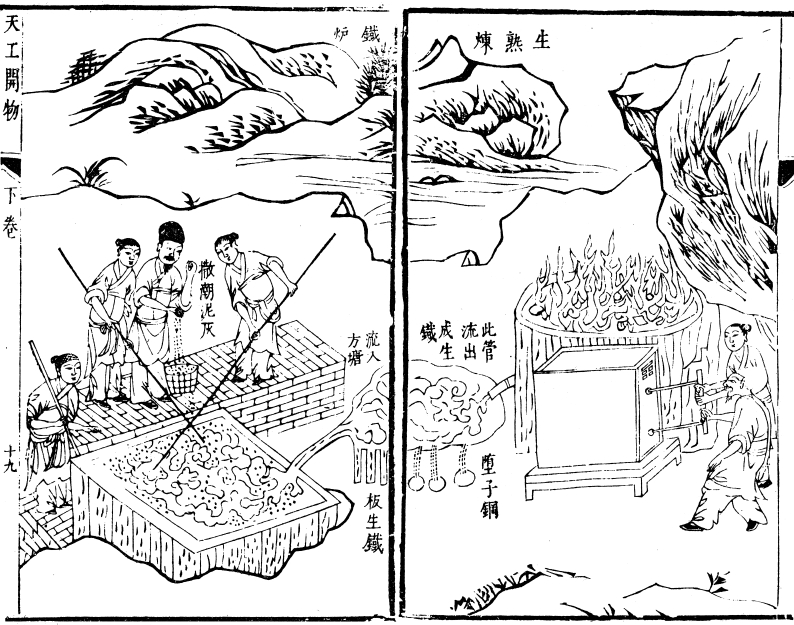
Vlevo pudlování, vpravo havíři u vysoké pece. Ilustrace encyklopedie Tchien-kung kchaj-wu, 1637

Produkce železa převýšila všechny minulé éry, s roční výrobou 195 tisíce tun převyšovaly mingské železárny jak výrobu sungských předchůdců (125 tisíc tun ročně), tak i 180 tisíc tun za rok produkovaných o více než století později v 18. století v Evropě. Výroba železa byla zdaněna 1/15 produkce. Kuang-tungské železné výrobky – zemědělské nářadí, hrnce, kotvy a kabely, plech, drát, hřebíky – byly vyváženy do celé jihovýchodní Asie. Nicméně i zde typicky čínská dostupnost vysoce kvalifikované, početné (a proto levné) pracovní síly oslabila tlak na technologický rozvoj.
V 16. století v nejvyspělejších oblastech Číny vznikaly první soukromě-kapitalistické podniky a manufaktury. Soukromé manufaktury a dílny vznikaly okolo státních podniků, neboť využívaly přítomné kvalifikované lidské zdroje. Ale existence státních dílen – zejména zbrojních, textilních, hutí a loděnic – ve kterých stovky tisíc řemeslníků plnily pracovní povinnost nařízenou státem, představovala pro soukromé podnikání v raném a středním mingském období nepříjemnou překážku a nebezpečnou konkurenci. Postupně byla značná část průmyslu privatizována. Privatizace zahrnovala kromě železáren také těžbu uhlí a soli, výrobu oceli, hrnčířské dílny, všechno odvětví založená na státním vlastnictví už od dob dynastie Tchang. Výsledkem byl razantní růst produkce.
Typickou formou soukromé podnikatelské aktivity byly společné podniky několika podnikatelů. Důvodem sdružování byly nedostatek finančních prostředků jednotlivců; takové společnosti se často tvořily v odvětvích, kde podnikání jednotlivce bylo rizikové a obtížné, například v hornictví, hutnictví a zpracování kovů, těžbě soli, rafinaci cukru a výrobě papíru. Vzhledem ke státnímu monopolu na těžbu a zpracování nerostů mohly soukromé společnosti v těchto oborech vznikat jen v odlehlých horských oblastech daleko od úředníků; až v polovině 16. století vláda dovolila těžbu nerostů a ihned začala vybírat patřičné daně. Nedaleko od Pekingu, v okolí Men-tchou-kou, tak například vznikly uhelné doly vlastněné sdružením vlastníků půdy, vedoucích šachet a vkladatelů kapitálu. Dělníci v takových podnicích pracovali za mzdu.
V průběhu 16. století byly zbylé státní dílny reorganizovány, pracovní povinnost byla zrušena a zaměstnanci pak najímáni státem za plat; i část surovin začal stát nakupovat na trhu (ovšem za úřady stanovené – nízké – ceny). Produkce státních dílen byla určena především pro potřeby dvora a státu, část jí byla uplatněna i na trhu.

## Hospodářství vregionech
V 16. století se některé regiony Číny soustředily na určité druhy produkce. Tak Kuang-tung zásoboval zemi výrobky ze železa, Ťiang-si porcelánem a keramikou, šanghajský region se specializoval na bavlnářství, Wu-chu na barviva, Číně blízký ostrov Tchaj-wan na cukr a kafr. V říši se objevily oblasti specializované na zpracování cukrové třtiny, indiga, olejnin.

### Severní Čína
Sever země se skládal z provincií Šan-si, Šen-si (tehdy včetně Kan-su), Pej č’-li, Che-nan, Šan-tung a severní části Nan č’-li (dnešní provincie Ťiang-su a An-chuej).
V severní Číně byl charakter zemědělství určen pěstováním pšenice a prosa, které dávaly jednu úrodu do roka (pouze v částech Šan-tungu a Che-nanu zemědělci používali cyklus proso-ozimá pšenice-fazole-úhor který dával tři úrody za dva roky). Zvířata byla nezbytná pro orbu, dopravu a jako zdroj hnojiva. Optimální velikost hospodářství byla 100–300, maximálně však 400–500 mu (6 až 17,5, resp. 23 až 29 ha). Statky proto měly větší velikost a existovaly zde větší sociální rozdíly než na jihu. Malí rolníci se s vyšší produktivitou větších celků vyrovnávali sdružováním a společným vlastnictvím zvířat. V držení středních a velkých majitelů byla většina půdy, přičemž v nejvíce rozvinutých oblastech bylo velkých statků méně. Velkostatkáři používali nájemné pracovníky a správce, částečně placené penězi. Kromě velkých statků existovala tříšť políček drobných rolníků přivydělávajících si prací na statcích. Střední vrstvu tvořili bohatí nájemci schopní pronajímat svá zvířata. Zdokonalování zemědělských postupů a výroba pro trh byly vesměs výsledkem snažení drobných rolníků, kteří měli kvůli růstu mezd v pozdně mingském období lepší podmínky.

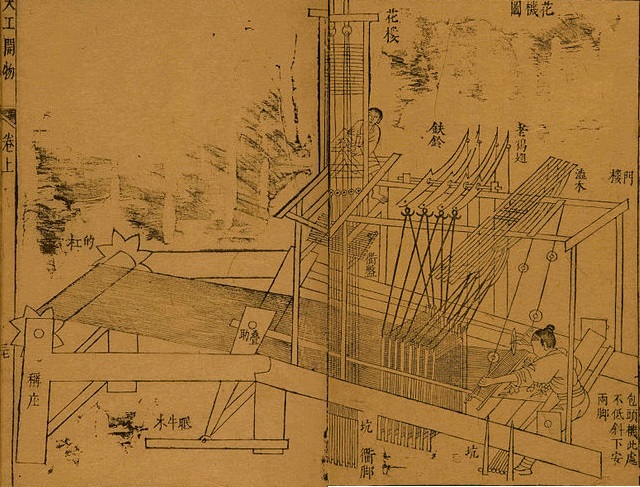
Tkalcovský stav. Ilustrace encyklopedie Tchien-kung kchaj-wu, 1637

Severní provincie Šan-si, Šen-si a Kan-su dovážely rýži, neměly však zbytku říše co nabídnout. Výjimkou bylo hedvábnictví v Lu-anu v Šan-si založené na dovozu surového hedvábí ze S’-čchuanu a částečně Chu-kuangu. V éře Wan-li však už bylo v úpadku. V posledních desetiletích říše Ming se začal rozvíjet bavlnářský průmysl v Šan-tungu a Šan-si. Tkaní bavlněných látek bylo na severu prací venkovských pěstitelů bavlny, v kontrastu s jihem, kde se pěstování a zpracování bavlny oddělily. Jihovýchod Šen-si (Kuan-čung) zase vyvážel vlněné látky. I Che-nan vyvážel bavlnu, přičemž jeho obchod ovládali šansijští obchodníci. Ti založili své bohatství na ovládnutí obchodu se solí a stali se nevlivnějším kupeckým uskupením severní Číny, které v bohatství ustupovalo pouze chuejčouským velkoobchodníkům z jihu.
V Šan-tungu obchod probíhal podél Velkého kanálu, obchodníci v tamních městech měnili jižní zboží (např. pepř) za severní (ženšen z Mandžuska). Z místních produktů měla význam jen bavlna. Také Ťiang-su vyrábělo bavlněné látky, časem však začalo trpět konkurencí tkalců Šan-tungu a Chu-kuangu (Sien-ning a Pa-ling), což nahradilo exportem do zahraničí. Význam měla i výroba barev, prosperující vzhledem k blízkosti center textilní výroby v Ťiang-nanu. V An-chueji Wu-chu dodávalo barvy do Ťiang-nanu, ostatní anchuejské prefektury vyvážely málo, pouze něco pšenice a fazolí.

### Ťiang-nan
Jižní Čína byla bohatší a rozvinutější než sever, a Ťiang-nan, zahrnující zhruba jih tehdejšího Nan Č’-li (dnes An-chuej a jih Ťiang-su) a Če-ťiang, byl hospodářsky nejrozvinutějším regionem jihu. Existovala zde hustá síť početných měst; podíl řemeslníků v populaci byl vyšší než jinde. Používání peněz zde bylo nejrozsáhlejší, výnosy rýže vysoké a velká část ji byla pěstována pro trh. Hedvábí z okolí Chu-čou svou kvalitou získalo převahu na trhu (a za Čchingů trh prakticky ovládlo). Region postupně přešel od rýže k pěstování technických plodin, bavlny a moruší, přičemž rýže se dovážela po Jang-c’-ťiang z vnitrozemí.
Nad přímými vlastníky polí začali převažovat nájemci, nad nimiž stanula početná elita držitelů hodností, kteří spíše než do zemědělství investovali své bohatství do kultury, politiky a vzdělání a spoléhali se na kontakty s úřady. Obchodníci z okrajové prefektury Chuej-čou vytvořili nejvýznamnější velkoobchodní síť Číny působící po celé zemi.
Ve většině Ťiang-nanu (ale i částech dalších jižních provincií a Šan-tungu) převažovala velmi malá hospodářství. Mnohá byla tak malá, že vlastníci museli spoléhat na další příjmy. Naopak statků větších než 5–10 mu (0,29–0,58 ha) bylo mnohem méně. V nejrozvinutějších oblastech jihu však dominovala střední hospodářství. Na dobré půdě mohl jeden pár obdělat 25–30 mu a podle encyklopedie Tchien-kung kchaj-wu byla optimální velikost hospodářství 10 mu pro rodinu s buvolem a polovic bez něho. Takových hospodářství byla naprostá většina. V raně mingském období je vedli samostatní rolníci, postupně však ztráceli půdu a nahrazovali je nájemci. I velkostatky byly menší než na severu, koncem 16. století jen málokterý přesáhl 2–2,5 tisíce mu (116–120 ha). Početní byli bohatí rolníci s několika desítkami mu půdy. Většina půdy byla v pozdně mingské éře pronajatá, přičemž nájemci si obvykle pronajímali půdu od více vlastníků a často ještě vlastnili i svou půdu.

### Fu-ťien
Fu-ťien byl přelidněný, komercionalizovaný, s malými výrobci a silným zámořským obchodem. Po roce 1500 zavedení nových odrůd vietnamské rýže umožnilo sklízení dvojí úrody. Přelidnění provincie bylo tak silné, že na přelomu 16. a 17. století nepomáhalo ani zvyšování produktivity zemědělství a zavádění nových plodin (například sladkých brambor). Lidé, kvůli neschopnosti se uživit, odcházeli z vnitrozemí provincie za obchodem, zejména v 16. století. V důsledku vysokých cen potravin jim v 17. století na jihu provincie dokonce ustoupilo pěstování bavlny a hedvábí.
Neobvykle velký podíl půdy v provincii připadal na vojenské rolníky (dostávali od vlády standardních 25–30 mu, což ve Fu-ťienu bylo více než potřebovali k obživě) a buddhistické kláštery (až stovky mu, v některých okresech podle soudobých autorů vlastnily většinu půdy). Ti i ony byli do roku 1564 osvobozeni od daní. V praxi fungovali jako nominální vlastníci, od nichž si půdu najímali nájemci, často obchodníci, jako investici. Tito investoři půdu dále pronajímali rolníkům. Ve výsledku byl Fu-ťien ojedinělý vysokým podílem absentujících statkářů (tj. majitelů půdy pobírajících rentu a žijících ve městech) a podnikavostí nájemců.
Fuťienský obchod byl vesměs zámořský a s produkty jiných provincií. Výjimkou byly investice do stavby lodí, domů ve městech a vzdělání. Ve Fu-ťienu už před rokem 1500 v prefektuře Sing-chua získala na významu výroba cukru a dosáhla významu produkce keramiky. Vyvážen byl papír z Jen-pchingu a Ťien-ningu, kde se nalézaly i doly na železo a stříbro. Čchang-čou se specializovalo na hedvábí a Ťin-čchiang (v prefektuře Čchüan-čou) na čaj. Po roce 1500, díky technologickým zdokonalením, Fu-ťien v produkci hedvábných látek konkuroval starým centrům v Su-čou a Lu-anu. V pozdně mingském období se zde uchytil i tabák a v Chuej-anu výroba bavlněných látek.

### Ťiang-si

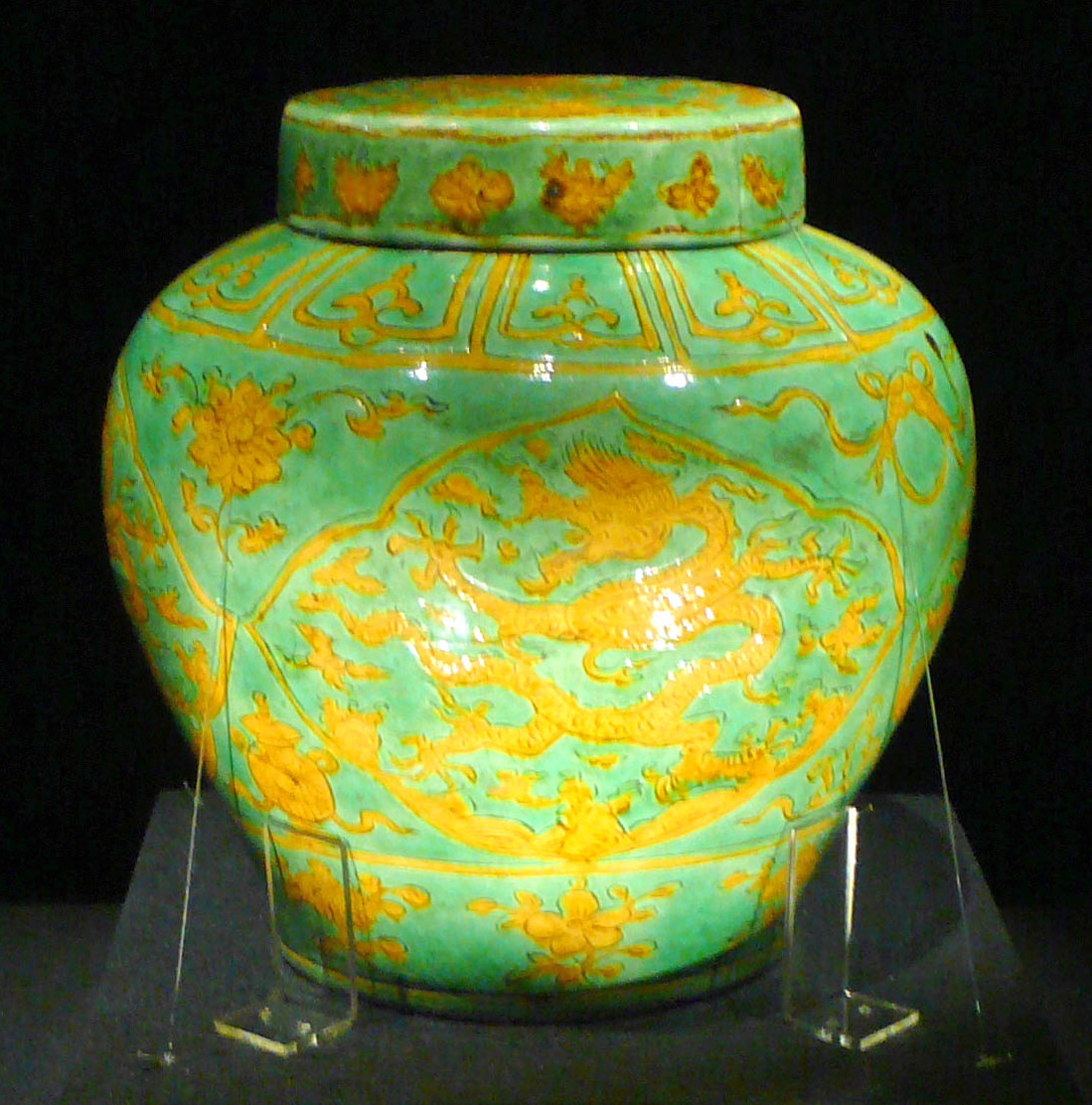
Porcelánová váza, éra Wan-li (1573–1620). Palácové muzeum, Peking.

Nížinný sever provincie Ťiang-si byl exportérem rýže už v předmingských dobách. Naopak jižní hornatá část provincie byla nerozvinutá a samozásobitelská. Sever vyvážel rýži do Ťiang-nanu a i přes zúrodňování bažinných oblastí trpěl přelidněním. Lidé proto odcházeli na jih provincie (a ve větším měřítku do Chu-kuangu). Daně byly v nově osidlovaných okrscích díky setrvačnosti systému ustavenému v raně mingském období nízké, nicméně postupně úřady přistěhovalce zapsaly do daňových registrů.
Ťiang-si dováželo textil: hedvábí z Če-ťiangu a bavlněné látky z Ťiang-nanu a později Chu-kuangu. Jižní část provincie vyvážela rýži, Kan-čou navíc i indigo, Ťing-te-čen a později i Fu-liang a Žao-čou keramiku. Ťing-te-čen byl slavný svým porcelánem už před mingskou érou. Jeho výroba byla zprvu státní, v druhé půli mingské éry už většinou soukromá. Ke konci 16. století je odhadována na 36 milionů kusů v ceně 1,8 milionu liangů stříbra. Mingský porcelán byl vysoce ceněn ve východní a jihovýchodní Asii i v Evropě. Okolí porcelánek však bylo kromě dodávek paliva nekomercionalizované. Z horských oblastí jihu Ťiang-si se vyvážel bambus, léčivé byliny a čaj.

### Chu-kuang
Počátkem mingské éry byl Chu-kuang relativně nezalidněný a proto do něj směřovali přistěhovalci z Ťiang-si i Ťiang-nanu. Setrvačnost daňového systému nastaveného na málo obyvatel byla pro přibývající obyvatelstvo výhodná. S růstem obyvatelstva rostla i rozloha polí a po roce 1400 započala v severní části provincie (v Chu-peji) vlna budování rozsáhlých protipovodňových kanálů organizovaná úřady. Naopak na jihu (v Chu-nanu) byly protipovodňové stavby spíše lokální a stavěné místní džentry. Nacházely se vesměs kolem jezera Tung-tching. Původně poměrně řídce osídlená provincie se tak k polovině 15. století změnila v kvetoucího exportéra rýže. Vyvážená rýže byly přebytky shromážděné statkáři ve formě rent od nájemců. Později provincie exportovala i bavlněné látky.
Od počátku 16. století v Chu-kuangu rostly rozdíly mezi bohatými a chudými. Původní daňoví poplatníci chudli (a pěstovali si averzi k přistěhovalcům neplatícím daně) a současně prostřednictvím kontroly odvodňovacích děl bohatí vlastníci vyvíjeli tlak na nájemce, kteří měli proto horší postavení než jinde. V okrajových oblastech provincie, kde byla kontrola úřadů slabá a doprava špatná, si velcí vlastníci budovali rozsáhlá panství osazená přistěhovalci a kontrolovaná soukromými ozbrojenými oddíly. Zvláště na jihu a západě, kde se Číňané střetávali s národnostními menšinami, tak vznikla specifická „pohraniční“ společnost. Po reformě jediného prutu a Čang Ťü-čengově revizi katastru se stabilizoval hospodářský a sociální status obyvatel, dosud otevřený změnám. Moc velkých vlastníků pak ještě zesílila a imigrace utichala.

### Kuang-tung a jihozápadní provincie
Kuang-tung, Kuang-si a S’-čchuan byly do nadregionálního obchodu zapojeny jen málo. V Kuang-tungu se v důsledku pohraničního charakteru provincie vyvinul specifický typ pozemkové držby s bohatými nájemci, kteří dále pronajímali půdu. Pro provincii byly charakteristické opevněné vesnice osídlené soudržnými rody, jejichž hlavy je zastupovaly před úřady, rodiny proto neměly přímý kontakt se státem. Výnosy rýže zde byly vysoké – 7–8 tanů z mu ročně. Jiné plodiny byly však výnosnější: cukrová třtina nesla 14–15 liangů stříbra z mu.
Textilky budované v provincii od 15. století dovážely hedvábí a bavlnu z Ťiang-su a An-chueje. Od éry Ťia-ťing se do Kuang-tungu dovážela rýže z Kuej-čou a Chu-kuangu. V 16. století se v Kuang-tungu začal pěstovat tabák. Rostla také produkce čaje. Důležité svým exportem byly železárny ve Fo-šanu. Delta Perlové řeky s centrem v Kantonu se od počátku 16. století hospodářsky pozvedla a od poloviny století se zapojila do zahraničního obchodu, přičemž velikost Kantonu vzrostla z 75 tisíc obyvatel rané mingské doby na 300 tisíc roku 1562.

## Obchod a doprava

### Raně mingská regulace obchodu a spotřeby
Počátkem vlády Mingů, v zemi zdevastované válkami za vyhnání Mongolů, císař Chung-wu obchod přísně reguloval. V pevném přesvědčení o správnosti tradičního konfuciánského názoru, že zemědělství je základem ekonomiky a hlavním zdrojem tvorby hodnot, podporoval toto odvětví před jinými, i před obchodem. Císař se snažil všemožně oslabit vliv majetných kupců, mimo jiné zavedením vysokých daní pro Su-čou a okolí (na jihovýchodě Ťiang-su) – tehdy obchodní a ekonomické centrum Číny.
Cestovat po říši mohli pouze registrovaní obchodníci, aby stát zabránil nepovolenému podnikání, museli putující obchodníci hlásit svá jména a náklad místním agentům, kontrolovaným úřady každý měsíc.
Podle Chung-wuových zákonů měly úřady držet obchodníky pod dozorem. k cestování a obchodování museli mít licence. Pro většinu zboží úřady stanovily pevné ceny, jejichž nedodržení bylo trestáno. Trestána byla i špatná kvalita zboží, jeho konfiskací a bičováním obchodníka. Raní Mingové kontrolovali i konzum. Spotřeba bohatých a privilegovaných byla omezována, v obavě, že jinak bude mít soutěžení destruktivní účinky na soudržnost společnosti, a podkopá sociální a ekonomické základy státu. Od privilegovaných byla vyžadována omezení, ospravedlnění bylo hledáno v konfuciánské morálce. Materiální zájmy a sobectví bylo odmítáno. Byly stanoveny limity spotřeby pro každou sociální vrstvu, bezprecedentní v historii Číny.
Ideologickým ospravedlněním protiobchodní politiky byla opozice konfuciánského pojmu žen (仁, humanita, lidskost), jednoho ze základních pojmů učení, s nízkou morálkou, chamtivostí a hrabivostí, ztotožňovaných s obchodem. Trh a zisk byly považovány za morálně špatné a politicky závadné. Také rozkvět mezinárodního obchodu za dynastie Jüan byl dáván do souvislosti s jejím krátkým trváním. V antikomerčním naladění se první mingští vládci snažili distancovat ode všech korupčních (rozuměj obchodních) jednání. Proto neměl obchod mít místo ani v zahraničních vztazích, které měly šířit morálku a lidskost. Konfuciáni tvrdili, že politická moc je výsledkem morálních kvalit vlády více než ekonomické a vojenské síly. Navíc byl obchod založený na rovnosti stran konfuciány vnímán jako degradující je na úroveň barbarů, i proto preferovali tribut.

### Doprava

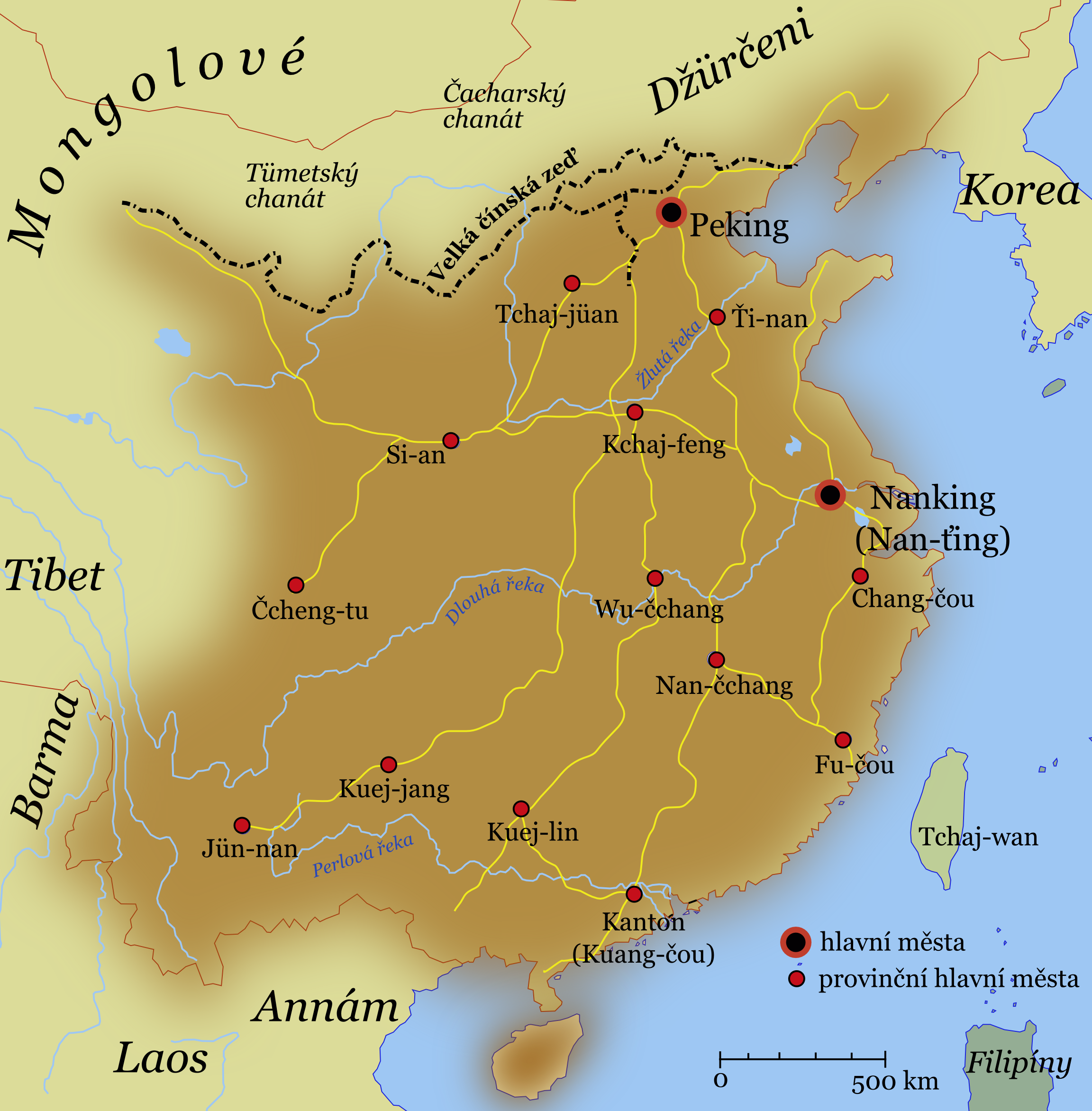
Hlavní města provincií a nejdůležitější trasy státní dopravní služby říše Ming kolem roku 1580

Spravování země vyžadovalo neustálé přesuny lidí i nákladů, úředníci se pohybovali mezi metropolí a regiony, poddaní vykonávali pracovní povinnosti i stovky kilometrů daleko od svých domovů, bylo nutno zajistit zásobování obou metropolí. K řešení těchto úkolů vláda zřídila tři úřady – kurýrní službu (i-čchuan), poštovní službu (ťi-ti) a dopravní službu (ti-jün). a pečovala o stav komunikací.
Chung-wu věřil, že pouze vládní kurýři a malí podomní obchodníci by měli mít právo cestovat na větší vzdálenost od svého bydliště. Ale nehledě na všechny císařovy pokusy prosadit tyto názory, samo vytvoření efektivní komunikační sítě pro vojenské a vládní činitele umožňovalo a podněcovalo vzestup obchodování. Ve středním mingském období už kupci cestovali na velké vzdálenosti a dokonce podpláceli kurýrní úředníky, aby mohli využívat jejich trasy; v období pozdní Ming cestování rovněž ulehčovalo rozšíření cestovních příruček popisujících obchodní trasy.
K rozkvětu obchodu přispělo i obnovení Velkého kanálu a vzestup pobřežní lodní dopravy. Rozvoji vnitřního trhu přispěla i rozsáhlá výstavba mostů a cest probíhající od poslední třetiny 15. století v jižní Číně a oblasti Velkého kanálu, od přelomu 15. a 16. století se přidala i severní Čína. Zatímco v raném mingském období mosty stavěl rovnoměrně stát i soukromníci, ve středně mingské éře byla naprostá většina nových mostů financována sdruženími obchodníků. Místními úředníky byly s oblibou budovány levné mosty pontonové, následně během zkvalitňování dopravní sítě nahrazované kamennými.
Severní a jižní Čína se lišily i charakterem dopravy. Na sever od Jang-c’-ťiang se vesměs putovalo po souši, na jihu po vodě. Vodní doprava po řekách a kanálech byla totiž zdaleka nejrychlejší a nejlevnější. Lodě uvezly i mnohonásobně větší náklad. Po souši lehká koleska dopravila na dobrých cestách na vzdálenost 60 km zhruba 120 kg nákladu, a povoz tažený mezkem uvezl až 3 tuny na vzdálenost cca 175 km, naproti tomu běžný obilní člun na Velkém kanálu měl kapacitu 30 tun a velké říční lodě až 180 tun. Povoz byl proto chápán pouze jako náhražka za chybějící říční dopravu.

### Úrovně trhů
Většina obyvatel přišla do styku pouze s místními trhy, kde si vyměňovali zboží a služby. Jelikož znali ceny vynaložené práce a očekávali férovost, nebylo na nich mnoho možností ke zbohatnutí.
Druhou formou trhů byly městské trhy rozvinuté zejména v regionech, kde majitelé půdy žili ve městech (v Ťiang-nanu mezi nimi převažovali úředníci, ve Fu-ťienu obchodníci). Na nich nájemci a majitelé půdy obchodovali s přebytky a rentami. Zboží se pohybovalo na větší vzdálenosti, z venkova do měst, vesměs však bez účasti obchodníků. Objem takto prodávaného zboží byl značný, celkem 30–40 milionů tanů zrna.
Třetí formou trhu byl celostátní, nadregionální trh, který se vyvíjel od sungské doby. Na tomto trhu se obchodovalo i na velké vzdálenosti, jak s přebytky, tak s produkty pěstovanými a/nebo vyráběnými na prodej. Tento nadregionální a po polovině 16. století i mezinárodní obchod organizovali a prováděli obchodníci těžící z meziregionálních rozdílů cen. Jednotný celostátní trh se začal vytvářet během 15. století, když zesílily vazby mezi provinciemi a regiony mingské Číny. V případě čaje a soli obchod podléhal státní regulaci. Na objemu dálkového obchodu měly největší podíl – zhruba 42 % – potraviny (cca 11 % jejich celkové produkce), především zhruba 10 milionů tanů zrna (do obchodu není započteno obilí vybrané státem jako daň a přesouvané po říši). Za potravinami následovaly bavlněné látky – 24 % (53 % jejich celkové produkce), 15 % hodnoty dálkového obchodu tvořila sůl, 8 % čaj, 4 % hedvábné látky (92 % jejich výroby), a po 3 % surová bavlna a hedvábí. K důležitým artiklům patřily i kovy a kovové výrobky, cukr.

### Trasy a zboží dálkového obchodu

Celostátní trh v období pozdní Ming, produkční oblasti:
rýže,
bavlna,
hedvábí,
a směry obchodu:

Nejvýznamnější obchodní osou byla řeka Jang-c’-ťiang, podél ní i řemeslníci nakupovali potraviny za peníze. Nejintenzivněji se obchodovalo v Ťiang-nanu, kde bylo i nejvíc daňových úřadů vybírajících obchodní daně a poplatky. Velký kanál byl druhou obchodní osou. Přeprava rýže vybrané na daních sice nebyla obchodní záležitost, ale na sever byla dopravována i další rýže a látky výměnou za solné licence a po roce 1420 do Pekingu putovalo i luxusní zboží. Zpátky lodě vozily bavlnu a jiné produkty. Významná města podél kanálu byla Te-čou, Lin-čching, Kao-jou a Jang-čou. Sýpky shromažďující daňovou rýži pro Peking stály v Te-čou, Lin-čchingu, Chuaj-anu a Sü-čou. Pro dálkový obchod bylo důležité i moře, vyváženo bylo hedvábí, keramika, bavlněné látky, lakové zboží a cukr. Zahraniční obchod mimo tributní vztahy byl po většinu mingské éry ilegální, proto je odhad jeho velikosti obtížný. Poslední výraznou zónou obchodní aktivity byl pás podél severních hranic, kde se soustřeďovala poptávka početných vojenských posádek.
Nejvýznamnějším produktem dálkového obchodu byla rýže. Od konce 15. století byla jihovýchodní Čína nesoběstačná, zejména hornatý a zalidněný Fu-ťien, a dovážela rýži z Ťiang-nanu, Kuang-tungu a Kuang-si. Od začátku 16. století ztrácel soběstačnost i Ťiang-nan, přes vysokou produktivitu a kvalitu místní rýže. Poptávka byla v něm vysoká jak kvůli velké hustotě osídlení a mnoha velkým městům, tak i snadné dopravě a vysokým daním (místní rýže byla totiž požadována státem kvůli její vysoké kvalitě). Do Ťiang-nanu obchodníci vozili rýži po Jang-c’-ťiang z Chu-kuangu, Ťiang-si a An-chueje. Po polovině 15. století byly solné licence vládou prodávány za stříbro, místo aby byly vyměňovány za dodávky rýže k hranicím. Rýži poté nakupovala vláda a/nebo vojáci v místech dislokace severních posádek. Místní produkce v pohraničí však nebyla nijak vysoká a postupně klesala, potraviny proto dováželi obchodníci z jihu.
Na druhém místě v pořadí důležitosti v dálkovém obchodu stála bavlna. Pěstována byla v Ťiang-nanu, kde v 16. století v některých okresech dokonce vytěsnila rýži, Chu-nanu a Šan-tungu, později i Ťiang-si a Chu-kuangu. Z části byly z ní látky vyráběny lokálně, vesměs ji však přepravci dopravovali ke zpracování do Ťiang-nanu a postupně i do Fu-ťienu. Nejpřednějším centrem výroby bavlněných látek byla ťiangnanská prefektura Sung-ťiang. Bavlněné látky v prvních staletích mingské éry směřovaly především na sever, uplatnily se i při pohraniční výměně látek za koně. Koncem mingské doby vznikal textilní průmysl i na severovýchodně, v Pej č’-li a Šan-tungu. Ťiang-nan poté začal ztrácet severní a západní trhy. Produkce bavlny, včetně lokální výroby, byla cca 20 milionů štůčků v hodnotě 3,3 milionů liangů.
Třetí nejvýznamnější tržní komoditou bylo hedvábí. Produkováno bylo na venkově, zpracováváno ve městech. Hedvábí z Chu-čou v severním Če-ťiangu bylo zpracovávané v Chang-čou, Chu-čou a Su-čou. Hedvábí z prefektury Pao-ning (dnes Lang-čung) v S’-čchuanu dováželi obchodníci do dílen v Lu-anu v Šan-si, kde zůstala výroba látek i poté, co produkce hedvábí z okolního venkova vymizela. V pozdním mingském období tkaly hedvábné látky pro zahraniční trh podniky ve Fu-ťienu a Kuang-tungu, dovážející chučouské hedvábí. Celková výroba byla zhruba 300 tisíc štůčků, které měly cenu 300 tisíc liangů.
Další produkty měly menší význam a objem. Cukr byl dopravován z Čang-čou a Čchüan-čou ve Fu-ťienu do Ťiang-nanu, Če-ťiangu a dále. Papír z Jen-šanu v Ťiang-si do Che-nanu a An-chueje. Železo z Kuang-tungu do Ťiang-si, ze S’-čchuanu do Wu-si v Ťiang-su a z Fu-ťienu do Su-čou. Fo-šan v Kuang-tungu byl nejvýznamnější centrum výroby železných nástrojů a výrobků. Měď se z dolů v Chu-kuangu, Kuej-čou a Jün-nanu dopravovala do Wu-chu na dolním toku Jang-c’-ťiang, centru obchodu s kovy. Počínalo se obchodovat s hnojivy.

### Zahraniční obchod

#### Postoje raně mingské vlády, organizace a teritoria obchodu

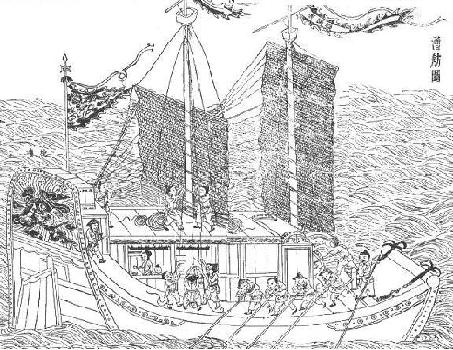
Čínská džunka, ilustrace encyklopedie Tchien-kung kchaj-wu Sung Jing-singa, 1637

Chung-wu považoval cizí země za chudé a podřadné a nezajímavé, proto odmítl jejich dobývání a rozhodl o omezení se na obranu. Zahraniční produkci nepovažoval za potřebnou. Naopak zahraničí se o obchod z Čínou vysoce zajímalo. Vysoká poptávka po čínském zboží otevírala velké podnikatelské možnosti, ale uspokojení zahraniční poptávky volným obchodem „jako rovný s rovným“ bylo neslučitelné s hodnotami rané mingské vlády. Řešením byl zákaz soukromého obchodu a jeho nahrazení státem organizovanou tributární výměnou. Za tímto účelem Chung-wu zřídil tři druhy úřadů: ma-š’ (馬市, Úřady pro obchod s koňmi) na severu, čcha-ma-š’ (茶馬市, Úřady pro výměnu koní za čaj) na západě a š’-po (市舶, Námořní obchodní úřady) podél pobřeží. od kterých museli obchodníci komplikovaně získat povolení a souhlas úřadů s objemem i komoditami obchodu.

Mingské úřady dozírající nad zahraničním obchodem:
Úřady pro výměnu koní za čaj (úřady v Kan-čou, Min-čou a Chuang-lang existovaly jen krátce),
Úřady pro obchod s koňmi (kromě uvedených postupně vznikly i další v Liao-tungu),
Námořní obchodní úřady,
a nejdůležitější dovážené zboží.

Proti pašeráctví byla přijímána preventivní opatření, např. na západní hranici mohli lidé mít maximálně měsíční zásobu čaje, v severozápadní provincii Šan-si byla konzumace čaje postavena mimo zákon. Za porušení zákazů bylo popraveno mnoho lidí bez ohledu na postavení (pouze manželu princezny An-čching, dcery císaře Chung-wu, přistiženému při pašování, bylo shovívavě dovoleno spáchat sebevraždu).
Přísné regulaci podléhaly i soukromé námořní styky se zahraničím, cíl státní politiky v této oblasti byl jasně vyjádřen jejím názvem: chaj ťin, zakázané moře. Státní obchod s Japonskem soustředil pouze do přístavu Ning-po, s Filipínami do Fu-čou a s Indonésií do Kantonu. Konkrétně Japoncům bylo dovoleno připlout do Ning-po pouze jednou za deset let v množství maximálně tří set lidí na dvou lodích. Tato rozhodnutí přivedla mnoho čínských obchodníků k účasti na široce rozšířeném ilegálním obchodu z cizinou.
Omezení obchodu a zákaz soukromého zahraničního obchodu byly součástí zahraničně-politické strategie podporované konzervativními pozemkovými vlastníky, tvořícími dominantní politickou sílu raného mingského státu. Věřili, že schopnost Číny kontrolovat zahraniční mocnosti nezávisí ani tak na vojenské nebo ekonomické síle, ale především na morální nadřazenosti. Při svobodné a rovné obchodní výměně neměla morální nadřazenost místo, proto volný obchod odmítali a snažili se ho nahradit výměnou tributu za dary. Svobodná ekonomická aktivita byla vnímána jako zdroj hospodářské nerovnováhy a sociální polarizace – a tedy hrozící rozvratem samozásobitelské rovnostářské společnosti. Konkrétní poměr k zámořskému obchodu v tom kterém desetiletí závisel na momentální linii zahraniční politiky a sociálně-politické situaci.
Přes státní regulace, a mnohdy navzdory jim, byla mingská Čína do mezinárodního obchodu živě zapojena. Čínské produkty se široce vyvážely do zahraničí na trhy jihovýchodní Asie, Japonska, Evropy, Džungarska, Kašgaru. Nejznámějším příkladem mingských zahraničně-obchodních podniků je sedm státních expedic Čeng Chea do Indonésie, Indie a východní Afriky. Nicméně, jako v ostatních oblastech hospodářství, i v obchodu převážil vliv soukromníků. Na mezinárodním trhu byly čínské produkty vysoce žádané a dalo se dosahovat velkých zisků. Kupříkladu 500 gramů surového hedvábí stálo v Číně 5–6 liangů, ale v Japonsku desetkrát více. U koní z Mongolska byl rozdíl cen trojnásobný, u z Japonska dováženého dřeva Sapanu obecného, používaného k výrobě rudého barviva, byla cena v Číně padesátkrát vyšší. Z Číny se vyváželo především hedvábí a porcelán, bavlněné tkaniny, kovové výrobky, keramika, lakové výrobky, čaj, cukr. Dovážely se suroviny – z jihu perly, drahokamy a polodrahokamy, slonovina, vzácná dřeva, léky. Ze severu koně, kožešiny, ženšen. Zvláště vzrostl námořní obchod realizovaný především čínskými obchodníky.

#### Zahraniční obchod v16. století, příchod Evropanů
| První kontakty Evropanů s Čínou Do Číny dorazila první portugalská loď roku 1513, roku 1516 připlul Rafael Perestrello na portugalské lodi s malajskou posádkou do Kantonu a zahájil tak obchodní výměnu mezi Čínou a Evropou. Následující rok vyplula z Portugalska do Číny eskadra Fernãa Pirese de Andrade, jejímž cílem bylo oficiální navázání obchodních styků. Portugalci se pokusili vypravit vyslance s dopisem krále Manuela I. pro čínského císaře, vyslanec se po dvou letech dostal do metropole, ale byl odmítnut a poslán zpět do Kantonu. Zde byl místními úřady obviněn ze zodpovědnosti za násilnické chování Portugalců v přístavu a zatčen, roku 1524 ve vězení zemřel. Po smrti císaře Čeng-te roku 1521 konzervativci ve vládě odmítali navázání obchodních a diplomatických styků s Portugalskem, odvolávajíce se na portugalské obsazení Malakky, dosud čínského vazala, o deset let dříve. Simão de Andrade, bratr Fernãa, nakupoval unesené čínské děti, což vyvolalo rozšíření pověstí, že Portugalci unášejí čínské děti, aby je mohli sníst, zatímco ve skutečnosti je v indickém Díu prodal do otroctví. Roku 1521 mingská flotila porazila Portugalce u Tchun Men. Ale bez ohledu na počáteční třenice, od roku 1549 každoročně přijímali portugalské obchodníky na ostrově Šang-čchuan. Roku 1557 dosáhli Portugalci, prostřednictvím podplacených místních úředníků, oficiálního souhlasu s přeměnou přístavu Macao ve svou obchodní kolonii. Portugalský mnich Gaspar da Cruz (kolem 1520–1570) navštívil roku 1556 Kanton a sepsal první knihu o Číně a dynastii Ming publikovanou v Evropě (vyšla patnáct dní po jeho smrti); zahrnovala informace o čínské geografii, vládě, úřednictvu, námořnictví, architektuře, zemědělství, obchodu, odívání, náboženských a společenských zvycích, hudbě a hudebních nástrojích, písmu, vzdělání a právu. |
| |

Koncem 15. století se mingská vláda přiklonila k izolacionistické politice. Počátkem 16. století se v Indickém oceánu a záhy i v mořích jihovýchodní Asie objevili portugalští mořeplavci. Jejich drancování a loupeže ve zmíněném regionu paralyzovaly námořní obchod a způsobily hospodářskou krizi ze které se jihovýchodní Asie zotavila až ve 30. letech 16. století.
Od poloviny 20. let 16. století byl zahraniční námořní obchod vládou opět potlačován (nikoliv však pobřežní vnitřní obchod, který zůstal plně legální). Byly přijaty zákony o stavbě lodí, omezující rozměr plavidel, ale oslabení mingského loďstva vedlo zároveň k aktivizaci pirátů v čínských pobřežních vodách. Piráti zvaní wo-kchou (doslova „japonští bandité“) přepadali jak obchodní lodě, tak pobřežní města a vesnice. Navzdory svému jménu tvořili převážnou většinu wo-kchou Číňané, doplňovali je Japonci a evropští dobrodruzi. Leckdy se těšili podpoře místní džentry, přitahované značnými zisky nelegálních obchodních aktivit.
Politika zákazu soukromého zahraničního námořního obchodu trvala až do jejího oficiálního zrušení roku 1567. Poté se zákaz týkal pouze Japonska. Výhodnou pozici prostředníka mezi Čínou a Japonskem zaujali zprvu Portugalci, kteří nakupovali čínské hedvábí a v Japonsku ho prodávali za mnohem vyšší ceny, přičemž zisk použili na opětovný nákup hedvábí. Po roce 1573 se etablovali Španělé v Manile a svou finanční silou, opírající se o stříbro z amerických dolů, zatlačili Portugalce do pozadí.
Z Číny se do světa vyvážel zejména porcelán a hedvábí. Samotná nizozemská Východoindická společnost v letech 1602–1608 dopravila na evropské trhy kolem 6 miliónů kusů porcelánových výrobků. Téměř nekonečný byl seznam zboží dováženého filipínskými Španěly z Číny, jak dokládají například zápisky Antonio de Morgy (1559–1636), španělského úředníka z Manily. Uvádějíce množství hedvábí prodaného evropským kupcům, americká historička Patricia Ebrey zdůrazňuje význam a rozsah obchodu:
| „ | Byly případy, kdy galeona plující do španělských kolonií v Novém světě vezla přes 50 tisíc párů hedvábných punčoch. Výměnou do Číny šlo přes Manilu stříbro z mexických a peruánských dolů. Čínští kupci se velmi ochotně účastnili takových obchodních operací, mnozí dokonce přesídlili na Filipíny či Borneo, aby plně využili obchodní příležitosti. | “ |

### Účetnictví
K zaznamenávání ekonomických aktivit byl v Číně už od tchangských dob používán rozvinutý systém jednoduchého účetnictví, nazývaný š’-ču ťie-suan (čtyřčlenná bilanční metoda), zavedený v říši Sung jako standardní účetní postup státních úřadů. S rozvojem podnikání, obchodu a bankovnictví v mingské Číně obchodníci a podnikatelé pociťovali nedostatečnost dosavadních účtovacích metod. Od poloviny 15. století někteří z nich používali směsici podvojného a jednoduchého účetnictví označovanou jako san-ťiao čang (třídílné účetnictví). V tomto systému účetní podvojně zapisovali pohledávky a převody, kdežto hotovostní platby zaznamenávali pouze jedním zápisem. V pozdně mingském období (éry Wan-li až Čchung-čen, zhruba 1570–1640) se mezi bankéři objevil, a později rozšířil i do komerční a výrobní sféry, zdokonalený systém lung-men čang, doslova „účetnictví dračí brány“. Používal důsledné třídění účetních operací na příjmy, výdaje, pohledávky a závazky a podvojné zápisy pro všechny transakce. Ovšem jednoduché účetnictví bylo stále široce užíváno, zejména v drobném podnikání.

## Daně a finance

### Státní finanční správa

#### Ministerstva daní, vojenství a práce
Nejvyšším finančním úřadem bylo ministerstvo daní. Ministerstvo nesestavovalo rozpočet, toliko kontrolovalo rychlost a úplnost dodávek potravin, materiálu a zboží vybraného od obyvatelstva na určená místa. Daňové příjmy byly přímo přiděleny a dodávány úřadům a organizacím je spotřebovávajícím, takže neexistovala centrální skladiště ani rozpočty, zato množství účtů a potvrzení. Jakýkoli nerutinní výdaj musel mít schválení císaře, přičemž bylo určeno i z jakého příjmu bude hrazen.
Daně vybíralo též ministerstvo vojenství, neboť v éře Chung-wu byla v některých regionech čtyř provincií snížena pozemková daň na polovinu výměnou za povinnost vybraných domácností chovat koně pro armádu. Tato povinnost byla později zrušena a nahrazena běžným daňovým odvodem, ale tento příjem zůstal ministerstvu vojenství. Ministerstvu vojenství rovněž podléhali vojenští rolníci, což byli bývalí vojáci demobilizovaní po skončení válek, v nichž vznikla říše Ming, a jejich potomci. Byla pro ně vydělena desetina zemědělské půdy státu. Výnos jejich hospodaření byl určen pro výživu armády.
Ministerstvo prací zajišťovalo rekvizice materiálu a plnění pracovní povinnosti. Kvalifikovanými pracemi byly povinny domácnosti řemeslníků a nekvalifikovanými rolníci. S tím, jak byla pracovní povinnost nahrazována peněžními platbami, získávalo ministerstvo významné příjmy ve stříbře. Takto vybrané stříbro putovalo do Pokladny čcheng-jin.

#### Regionální celky, místní samospráva
Správní systém byl čtyřstupňový – provincie, prefektura, kraj, okres; nebo třístupňový – když byla (kterákoliv) jednotka vynechána. V zásadě okresy daně vybíraly, prefektury vyměřovaly a rozvrhovaly a provincie přeposílaly výše. Kraje fungovaly jako mezistupeň mezi prefektem a okresy ve velkých prefekturách nebo v obtížně přístupných oblastech prefektur, nebo jako malé prefektury v provinciích.
Kromě několika zvláštních příjmů (sůl, cla vnitřní i vnější, odvody dřeva, apod.) všechny procházely okresním úřadem. Prefekt dozíral na okresy, řídil státní sýpky, poštovní službu, stanice výběru obchodní daně a, pokud se nacházely na území prefektury, i doly, pastviny a státní plantáže; mohl přizpůsobit rozdělení daní mezi okresy pomocí změn různých příplatků a přepočtů. V pozdějších obdobích mohli regionální úředníci relativně volně revidovat a přizpůsobovat strukturu a rozložení daní, pokud neovlivnili jiný úřad. Riskovali přitom neúspěch a kritiku cenzorů nebo nespolupráci džentry, v případě úspěchu se změny stávaly trvalými.

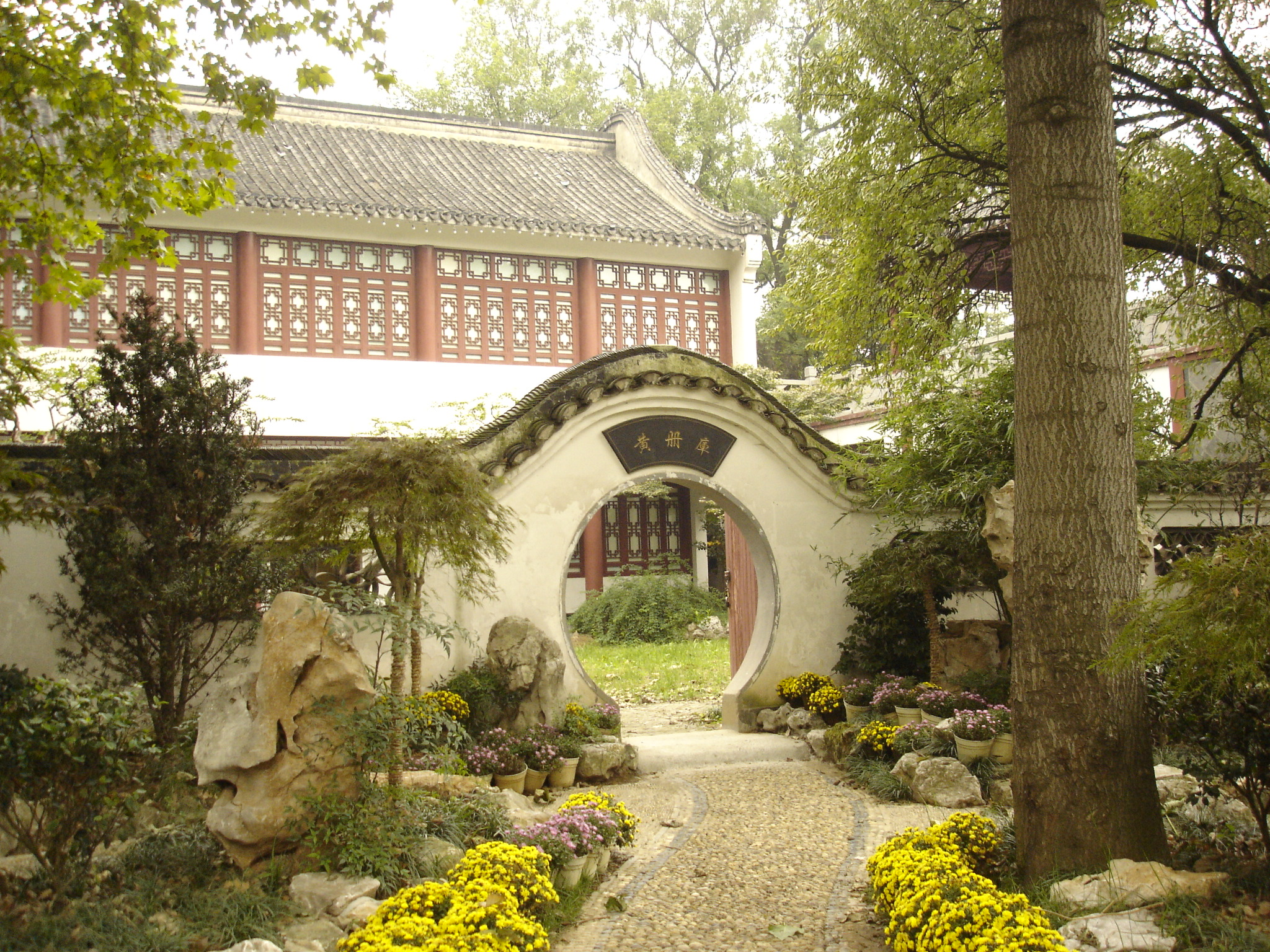
Archív Žlutých registrů na ostrově na jezeře Süan-wu v Nankingu

Pro daňové účely okresní úřady sestavovaly soupisy obyvatelstva – takzvané Žluté registry, půda byla evidována v Registrech mapy rybí šupiny. Soupisy byly aktualizovány okresními úřady (nejnižší úroveň státní správy) a tři další kopie uloženy ve vyšších instancích až po ministerstvo daní.
Obyvatelstvo bylo v rozděleno na skupiny 110 domácností zvané li, ty na deset skupin ťia po deseti domácnostech. Zbylých deset (nejbohatších) rodin se po roce střídalo ve vedení stodesítky. Každý rok byla jedna ťia povinna službami a dodávkami a pod vedením vůdce li je zajišťovala. Po deseti letech proběhlo sčítání lidu zaznamenané ve Žlutých registrech, přerozdělení domácností do li a začal nový cyklus.

### Povinné práce a odvody
V prvním století existence říše Ming desítky ťia sloužící ve svůj rok zajišťovaly všechny potřeby státu, dodávaly na své náklady materiál a zboží, které potřebovaly úřady – vybavení a opravy kanceláří, dodávky topiva, výzbroje a výstroje pro vojáky, zkrátka zajišťovaly naprosto vše, co stát potřeboval, kromě obilí a některých dalších produktů vybraných jako pozemková daň. Členové pověřené desítky vykonávali také pomocné práce – dozírali ve věznicích, eskortovali vězně, zajišťovali provoz poštovních stanic i jejich veškeré vybavení, obsluhu státních skladů a skladů, plavebních komor, dodávali veškerý personál státní správy kromě cca 8 tisíc vyšších úředníků. Úřady neměly stanovený rozpočet a veškeré výdaje a potřeby čerpaly z podřízených li. Služby pro palác, dodávky materiálu a zboží i práce řemeslníků byly rozepsány na okresy a li, a zajišťovány jednotlivě, bez nějaké konsolidace účtů.
Rolníci za každých 100 mu půdy posílali jednoho člověka pracovat jeden měsíc na státních stavbách. Řemeslníci každé tři roky tři měsíce pracovali ve státních dílnách, vojenské rodiny odváděly brance a potraviny. Povinnosti uvalené na domácnosti rostly s jejich velikostí: s počtem práceschopných mužů a s velikostí majetku. Avšak velké konstrukční práce a stavby se zajišťovaly mimořádnými odvody a rekvizicemi nad rámec popsaného systému. Mimo systém li-ťia byly navíc bohaté domácnosti pověřeny funkcí tzv. daňových kapitánů (liang-čang) zodpovědných za shromáždění pozemkové daně a její dodávku do státních skladů.
Povinné služby, řádné i mimořádné, byly značně zatěžující. Všichni studenti státních škol, absolventi zkoušek a úředníci, i jejich příbuzní, byli od služeb osvobozeni. Jejich rodiny se tím těšily značné výhodě. Původně nevelký počet osob osvobozených od služeb během doby značně narostl, když se počet studentů státních škol zvýšil z 35 820 v éře Čeng-te (1506–1522) na 500 000 koncem mingské doby. I počet bývalých úředníků, těšících se z výsad, vzrostl desetinásobně.
Od roku 1443 byla lokálně používána reforma, do roku 1488 zavedená v celé říši. Podle ní v desetiletém cyklu sloužila desítka dvakrát – jednou jako dodavatel materiálu a zboží a podruhé jako poskytovatel služeb a práce. Během 16. století byly dodávky práce a materiálu postupně a jednotlivě nahrazovány platbami ve stříbře, obvykle zaváděnými ve formě přirážky k pozemkové dani. Část plateb však zůstala vázaná na počet práceschopných mužů domácnosti. Přes všechny reformy, do konce říše konverze na stříbro neproběhla úplně a pracovní povinnost se zčásti zachovala. Na jihu bylo na příplatky k pozemkové dani transformováno maximálně kolem 70 %, na severu kolem 50 % pracovní povinnosti. Celkem bylo na příplatcích k pozemkové dani (která měla hodnotu cca 21 milionů liangů stříbra) vybíráno cca 5 milionů liangů stříbra.
V zájmu přiměřeného rozvržení daní na poplatníky byly v okresech používány různé přepočty a zpřesnění, někde byla pracovní povinnost počítána ze 40 % podle počtu dospělých mužů a ze 60 % podle rozlohy polí, někde uvažovali „fiskální muže“ na které přepočítávali polnosti, jinde naopak muže přepočítávali na „fiskální mu“.

### Pozemková daň

#### Pozemková daň ve 14. a 15. století

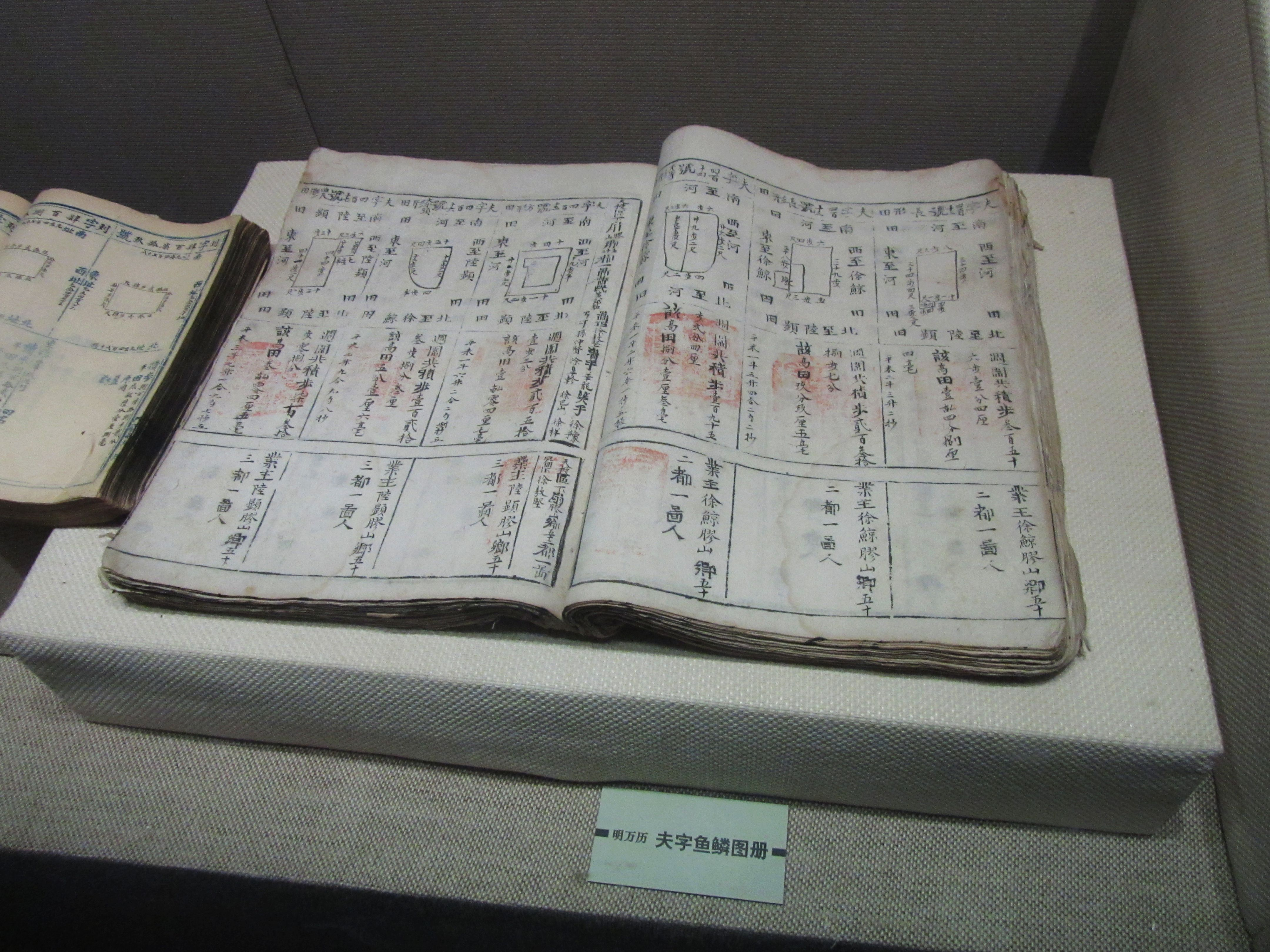
Ukázka Registrů map rybí šupiny éry Wan-li (1573–1620), uloženo v muzeu ve Wu-si

Pozemková daň byla od počátku dynastie chápána jako jídlo, jídlo pro státní zaměstnance, úředníky a vojáky, dělníky na veřejných pracích. Přebytky vláda uskladňovala jako rezervu pro případ přírodních neštěstí.
V principu byla pozemková daň pevná částka určená podle plochy pole. V katastrech byla půda rozlišována na zavlažovanou, suchou, hory a kopce a čtvrtou kategorií byly mokřiny. Rozdíly v úrodnosti se zpravidla řešily přepočtem plochy v mu na fiskální mu. Na fiskální mu se přepočítávaly i moruše, rybníky, na Chaj-nanu palmy…, v každé prefektuře a okrese dle místních podmínek s vlastními koeficienty.
Evidence daňových poplatníků a jejich majetku ve Žlutých registrech byla prakticky mimo kontrolu úřadů – 3–5 úředníků v okrese s houfem nižších úředníků nemělo šanci zjistit poměry u 10 až 50 tisíc domácností, které jim byly podřízeny. Mapy a evidenci proto zpracovávali vesničtí starší, převody půdy byly registrovány jednou za deset let při aktualizaci Žlutých registrů. To otvíralo cesty pro daňové úniky.
Úřady přijaly jako základ pro výpočet daně rýži, resp. pšenici; další produkty, jako hedvábí, plátno, kovové a papírové peníze byly přepočítávány na rýži. Zpočátku byla vybírána v 8. měsíci (pšenice) a 2. měsíci (rýže) roku, v oblastech s dvojí úrodou dvakrát ročně. Daň byla při ustavení říše Ming radikálně snížena – na státní půdě platili rolníci 0,53 tou z mu, na soukromé 0,33 tou z mu, pouze v Ťiang-nanu byla pozemková daň na úrovni pachtovného, tj. přes 1,3 tou z mu.
Od roku 1436 byla část daní v zrnu jižních provincií přeměněna na stříbro (takzvané „zlaté květinové stříbro“), které (aniž by vstupovalo do účtů ministerstva daní) bylo v částce 1 milion liangů k dispozici císaři k výplatě důstojníků pekingské posádky. Přebytek užíval císař volně.

#### Reformy pozemkové daně v16. století
| Daňové reformy měly i nezamýšlené sociální důsledky. V okrese Ťia-ting převod daně v zrnu na stříbro přinesl výrazné snížení daní, následoval růst ceny půdy a řada soudních sporů o ni. |
| |

Od roku 1522 byla (zpočátku v jednom okresu) používána metoda přepočtu daní, v níž byla daň rozdělena i na nově zúrodněnou půdu, přičemž přepočet rozlohy polí na fiskální mu zohledňoval úrodnost a další faktory, což zjednodušilo výpočet daně poplatníkům. Metoda se rozšířila na severu i jihu. Vláda ji střídavě podporovala i zakazovala (protože výpočty a přepočty dělali nižší úředníci, podle vlády notoricky náchylní ke korupci).
Úpravy a vyrovnání daní vedly zpravidla k růstu cen pozemků a tržních aktivit. Nové lokální katastry někdy vedly i pořízení registrů pozemků podle domácností, které nahradily neaktuální Žluté registry.
Podíl peněžních poplatků stále rostl a od konce 16. století se téměř všechny původně naturální dávky a daně platily ve stříbře. Přepočty daní a poplatků ze zrna na stříbro byly individuální pro každý druh platby v každé správní jednotce, kolísaly od 0,25 do 1,9 liangu stříbra za tan zrna. Formálně bylo účetnictví vedeno i nadále v tanech zrna. Vzhledem k tomu, že drobní rolníci stříbro neměli (pro běžné platby vystačili s měďáky), výběrčí je při přepočtu okrádali. Pro daňové poplatníky bylo zatěžující množství příplatků k dani. V 16. století daň a různé příplatky vybíralo nezávisle na sobě 10–20 agentur okresního úřadu, každá s vlastními termíny.
Po absorbování části povinných prací byla ve čtyřech nejvíce zatížených prefekturách Nan č’-li pozemková daň 14–20 % úrody, ve zbytku říše 5–10 %. V 70.–90. letech 16. století to bylo v přepočtu cca 21 milionů liangů stříbra.
Roku 1581 prosadil velký sekretář Čang Ťü-čeng zpracování nového katastru. V letech 1481–1482 byla vyměřena pole, vyznačeny jejich hranice, vypočtena velikost, zaznamenáni vlastníci i nájemci. Kvůli brzké Čangově smrti nedošlo k závěrečné sumarizaci údajů za celou zemi, nicméně na lokální úrovni práce splnila svůj účel. Jeho katastr se stal základem zachovaných pozdějších mingských a čchingských katastrů.

### Obchodní daně a drobné příjmy
Obchodní daň byla stanovena na 1/30 tržby, později snížená na 1,5 %. Na hlavních vodních cestách, včetně Velkého kanálu fungovaly celnice. Značný význam měly i nepřímé daně, spojené se státním monopolem na sůl a další základní produkty.
| Běžné platby obyčejných lidí probíhaly v měďácích, k větším platbám se v mingské Číně používalo kusové stříbro, vážilo se na liangy (36,9 gramů). Jeden liang stříbra odpovídal tisíci měďáků (měďáky je konvenční název, fakticky byly mince bronzové). |
| |

U obchodních daní byly sazby, jak je uvedeno výše, stanoveny procentem z hodnoty zboží, celkové částky však byly shora rozepsány na regiony a výběrčí úřady v absolutních číslech. Co místní úředník vybral nad určenou kvótu, bylo určeno pro chod úřadu, případně jeho soukromé potřeby. Občasní poctivci, kteří v duchu konfuciánské morálky po shromáždění určené kvóty nechali obchodníky na pokoji, vzbuzovali obdivný souhlas.
Prodej soli byl státem přísně regulován. Domácnosti výrobců soli ji odevzdávaly do státních skladů. Kvóty byly určené podle počtu práceschopných mužů, v éře Chung-wu to bylo 3200 ťinů (1900 kg) ročně pro jednoho muže. Za každých odevzdaných 400 ťinů (240 kg) dostávali k výživě 1 tan (107 litrů) rýže. Sůl stát vydával obchodníkům distribuujícím ji po zemi. Obchodníci museli mít licenci, kterou obdrželi výměnou za dodávky obilí na severní hranice (tzv. systém kchaj-čung).
Po zavedení papírových peněz (státovek) byly výrobci soli vypláceni v nich místo v zrnu, ale s inflačním znehodnocením státovek byly výplaty zrušeny a odvody soli se fakticky změnily v daň z hlavy. Počet registrovaných výrobců soli se poté zmenšil, zatímco produkce držela krok s růstem obyvatel, protože velká množství soli procházela černým trhem. V 15. století stát, ve snaze o potlačení černého trhu, licencovaným obchodníkům povolil vykupovat sůl vyrobenou nad rámec odvodů. Od obchodníků přitom vybíral spotřební daň. Výrobci pak sůl radši prodávali, než by ji odváděli jako daň, a černý trh bujel dál. Počátkem 16. století už v některých regionech sůl z černého trhu vytlačila „oficiální“ dodávky a v polovině 16. století podle odhadů ministerstva daní a cenzorů tři čtvrtiny soli z oblasti Liang-Chuaj procházely přes černý trh.
Obchodníci se solí se od konce 15. století specializovali. První dodávali obilí na hranice a potvrzení o dodávkách prodávali velkoobchodníkům ze solných regionů. Ti jednali se solnými úřady a výrobci soli a získanou sůl prodávali distributorům, kteří ji rozváželi po zemi. Hlavní střediskem obchodů se solí bylo Jang-čou, zdejší velkoobchodníci pocházeli vesměs z Chuej-čou. Operace vyžadovaly značný kapitál (zejména od velkobchodníků), protože doba od dodání obilí k rozprodeji soli nebyla menší než tři roky, ale mohla dosáhnout i deseti let. Systém totiž pracoval poměrně těžkopádně, dodávky byly pravidelně o dva–tři roky opožděné.
Roku 1492 vláda zavedla prodej obchodních licencí na sůl za stříbro. (Analogická reforma byla zavedena i na trhu s čajem.) Od roku 1535 sýpky na severu vydávaly potvrzení, která umožňovala obchodníkům vstup do (jinak uzavřených) regionů výroby soli, odběr stanoveného množství soli a nákup „přebytkové“ soli od výrobců.
Koncem 16. století (1578) procházelo oficiálním obchodem 508 tisíc tun soli, přičemž plánovaný roční příjem státu byl 2 miliony liangů stříbra, z toho čtvrtina byla hodnota dodávek zboží na severní hranici, ostatek byl příjem ve stříbře určený na vojenské výdaje.
Drobné příjmy státu se skládaly ze šestadvaceti relativně nevelkých položek, například 344 tisíc liangů stříbra příjmů z vnitřních celnic, 150 tisíc liangů stříbra z místních obchodních poplatků, příjmů z dolů (150 tisíc), výnosů z prodeje hodností (510 tisíc roku 1565), prodeje licencí pro buddhistické a taoistické mnichy (200 tisíc), náhrady trestů (300 tisíc). Celkem stát v 16. století v drobných příjmech shromažďoval zhruba 3 miliony liangů stříbra ročně, z toho 850–360 tisíc bylo příjmem ministerstva daní.

### Vládní výdaje
Zatímco v prvních desetiletích existence říše Ming valná většina obilí vybraného na daních šla na výživu vojáků, postupně se situace měnila a v 16. století byla radikálně odlišná. V severní Číně si velkou část daní nárokovali členové císařského rodu, který se rozmnožil do té míry, že roku 1502 v provinciích Šan-si a Che-nan k uspokojení nároku tamních potomků zakladatele dynastie nestačily veškeré daňové příjmy. V poslední čtvrtině 16. století kvůli nedostatku prostředků nebyli mnozí členové císařského rodu vypláceni po celá desetiletí, což je v některých případech přimělo k hromadným veřejným protestům. V jižních provinciích sice nežilo tolik princů, ale tamní daně, zřídka kdy vybrané v plné výši (v 16. století se shromáždění 80 % předepsaných daní považovalo za zaznamenáníhodný úspěch okresního přednosty), po přednostním vypořádání odvodů do metropole zase nestačily na vybavení místních vojenských oddílů. Navíc císaři relativně často vyhlašovali odpuštění daní, při přírodních neštěstích, nástupu vládce, narození dědice, odepsání nedobytných nedoplatků.
S ubíhajícími desetiletími a staletím ohromně vzrostla početnost císařské domácnosti. Původně nevelký počet několika set eunuchů vyrostl na deset až třicet tisíc mezi polovinou 15. a polovinou 16. století, koncem dynastie dosáhl snad až sedmdesáti tisíc. S počtem osazenstva rostly i výdaje císařského paláce, byť byly opakovaně po nástupu nového císaře omezovány. Celkem palác pohltil cca 20–25 % daňových příjmů.
Při nedostatku příjmů byly přednostně uspokojovány potřeby vyšších úřadů a platby mimo obvod okresu či prefektury, naopak platby místním vojenským posádkám a níže postaveným členům císařského rodu byly první při krácení výdajů. Proto po polovině 15. století zůstalo z vojenských jednotek ve vnitrozemí mnohdy méně než 15 % papírového stavu, a i pekingské ministerstvo vojenství přiznalo, že 8 z 10 vojáků dávno dezertovalo. Na severní hranici si tamní oddíly držely bojeschopnost, a v případě potřeby byly posíleny, ale proti pirátům na jihovýchodě muselo být vojsko organizováno úplně od nuly.
Dalším problémem byly nízké platy úředníků. V počátcích říše Ming byly stanoveny na relativně nízké úrovni, zhruba pětinové proti stavu za předešlých dynastií. U níže postavených úředníků odpovídaly příjmu rolníka, u vysokých postů jeho desetinásobku. Ve 14. a 15. století v případě nedostatku prostředků vláda původní platy stanovené v zrnu vyplácela v papírových penězích v oficiálním (nerealistickém) kurzu, nebo je nutila přijímat obrazy, kaligrafii, pepř… místo potřebné rýže, látek, hotovosti a drahých kovů, takže reálná hodnota platů klesla na pětinu, nebo i dvacetinu, původních částek. V 16. století byly platy převedeny na stříbro, ale stále zůstaly neadekvátně nízké – prefekt dostával 62,05 liangu ročně, okresní přednosta 27,49 liangu ročně, přičemž nádeník si za stejnou dobu vydělal 12 liangů. A tak jen málokterý úředník skutečně žil ze své výplaty.

## Hospodářské cykly, finance a státní politika

### Zotavení a rozvoj éry Chung-wu
V očích Chung-wua, zakladatele říše Ming, byla politická stabilita konečným cílem vlády, kterému byla podřízena všechna politika a povaha institucí, včetně sociální a ekonomické struktury. Prosazování konfucianismu vedlo k převaze morálních hledisek v politice nad ekonomickými. Pod konfuciánským heslem „humanity“ Chung-wuova vláda hluboce změnila společnost. Radikální Chung-wuovy reformy, zejména přerozdělení půdy, vedly k likvidaci velkých pozemkových vlastníků. Zákonem byl zaveden i sociální systém – úřady nesly zodpovědnost za výživu vdov, sirotků, bezdětných starců, nemocných a chudáků neschopných se uživit. Administrativa byla minimální (zemi spravovalo 8000 úředníků), daně z pozemků byly nízké, vesměs pouze 3 % úrody, a odváděné naturálně, pracovní povinnosti zůstávaly uměřené. Ekonomika rostla a rostl i počet obyvatel.
| Údaje o rozloze obdělávané půdy v mingské Číně se u různých historiků diametrálně liší. Podle často přebíraných mingských statistik, konkrétně dat z Ta Ming chuej-tien z roku 1578, byla plocha zemědělské půdy 8,51 milionu čchingů roku 1393, 6,23 milionu roku 1502 a 7,01 milionu k roku 1578. Podle jiných mingských dat bylo roku 1502 4,2 milionu a v éře Ťia-ťing 4,7 milionu čchingů orné půdy. Ray Huang v Taxation and governmental finance in sixteenth-century Ming China s odvoláním na japonské historiky tato čísla odmítá s tím, že údaj 8,5 milionů zahrnuje i pustou půdu a další data Ta Ming chuej-tien jsou výsledkem mylných úprav mingských editorů. Počítá s pomalým vzestupem obdělávané plochy; za rozumné odhady pokládá - 3,67 milionu čchingů (21,3 milionu ha) k roku 1381, - 3,87 milionu (22,5 milionu ha) roku 1391, - 4,23 milionu (24,5 milionu ha) roku 1502 a - 5,11 milionu (29,6 milionu ha) roku 1578. |
| |

Podle oficiálních dat vzrostla obdělávaná plocha v letech 1368–1381 dvojnásobně na 3,6 milionů čchingů (20,9 milionu ha). Adekvátně rostl výnos pozemkové daně, roku 1385 20,9 milionu tanů zrna (1 tan měl 107,4 litrů), roku 1390 už 31,6 a roku 1393 32,8 milionu. Císař, spokojený se státními příjmy, proto roku 1393 rozhodl, že v severní polovině říše bude nově zúrodněná půda navždy osvobozena od pozemkové daně. K tomu stát dostával kolem 20 milionů tanů zrna od vojenských rolníků. Obilí bylo tolik, že je nebylo možno spotřebovat a hnilo ve skladech. Ceny zrna klesaly – z 1 tanu zrna za 1 liang stříbra roku 1376 na 10 tanů za 1 liang roku 1397; naopak mzdy byly vysoké.

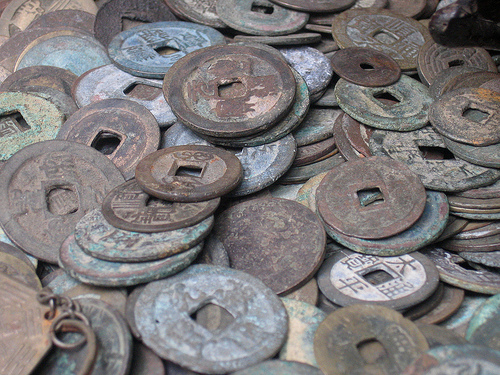
Čínské měďáky s typickým čtverhranným otvorem uprostřed. Mince se navlékaly na šňůry po tisících.

Vláda zprvu odmítla papírové peníze a zůstala u měďáků a kusového stříbra; ale stříbro se používalo pouze pro větší transakce a bylo ho velmi málo. Ani měď nebyla k dispozici v potřebném množství. Nezbylo než se obrátit k papírovým penězům, státovkám. Státovky nebyly směnitelné za drahé kovy. K podpoře jejich oběhu a kupní síly bylo zakázáno používání stříbra a měďáků při obchodování, zato bylo možné drahými kovy platit daně, ve snaze o jejich stažení z oběhu.
Císařové odměňovali své zasloužilé stoupence papírovými penězi ve velkém měřítku, ale neuvědomovali si inflační důsledky takové politiky; nakonec roku 1425 cena papírových peněz klesla pouze na 1/40 až 1/70 nominální hodnoty, což dolehlo na úředníky a vojáky jimi vyplácené. V érách Chung-wu (1368–1398) i Čeng-tchung (1435–1449) se vláda pokoušela omezit přítok stříbra na trh ve snaze o podporu oběhu papírové měny, jenomže dosáhla pouze přeměny dobývání stříbra v nelegální, ale vysoce ziskové podnikání přitahující množství zájemců.

### Expanze éry Jungle
V důsledku občanské války v letech 1399–1402 klesl počet daňových poplatníků o 10 %, proto roku 1402 pozemková daň vynesla pouze kolem 30 milionů tanů. Už po deseti letech se ekonomika zotavila a roku 1412/13 byl výnos daně opět 33 milionů tanů. Dále však nerostl, to jest nerostla rozloha obdělávané půdy. Současně drasticky klesly dodávky vojenských rolníků: z 23,5 milionu tanů zrna roku 1403 na 5,2 milionu tanů roku 1423. (Nicméně podle Raye Huanga tato čísla odráží pokles plánovaných odvodů vojenských rolníků, nikoliv změnu skutečných dodávek, které byly od počátku nízké.) Celkové státní výdaje se však v éře Jung-le proti éře Chung-wu zdvoj až ztrojnásobily. Hrazeny byly ne zvýšením daní, ale růstem povinných prací a dodávek.
Ve druhém desetiletí 15. století se objevily první příznaky přelidnění – problémy se zásobováním potravinami. Znepokojená vláda reagovala výzvami k soustředění se na produkci potravin namísto druhořadých činností – řemesel a obchodu.
| „         | Nebesa ustavila vládce aby pečoval o lid… …jestli byť jen jeden člověk nedostane životní potřeby, je to moje vina. | “ |
| — Jung-le | |   |

Při jedné příležitosti císař vzkázal horníkům protestujícím proti uzavření dolů na drahé kovy, že:
| „         | Ten, kdo se žene za ziskem ve snaze o úspěch, je nízký člověk. Pro stát je hlavní řád a spokojenost lidu, ne zisk. | “ |
| — Jung-le | |   |

Stát podporoval těžbu drahých kovů; výrazně vzrostl zahraniční obchod. Porcelán byl ve velkém množství vyvážen do východní a jihovýchodní Asie, střední Asie i Osmanské říše. Ještě významnější byl export hedvábí a hedvábných oděvů, ovlivňující ekonomiky v celé Asii. Oživení zahraničního obchodu způsobilo odliv měďáků z Číny do Koreje, Japonska, jihovýchodní Asie i Indie.
Prosperita Číny stimulovala růst v širokém okolí – částech střední a západní Asie, Koreji, Japonsku, jihovýchodní Asii, Indii, středním Východu a východní Africe Ve vzdálenějších zemích, neschopných nabídnout jinou protihodnotu za dovážené zboží než stříbro, jeho odtok do Číny hospodářství podvazoval. V prvních desetiletích 15. století si proto vlády od Londýna po Káhiru stěžovaly na odliv stříbra na východ.

### Ekonomická deprese 30.–60. let 15. století
Jung-leho nástupce Chung-si v neúspěšné snaze podpořit papírovou měnu uzavřel doly na drahé kovy. Po Chung-siho smrti nová vláda umožnila částečnou obnovu těžby. Přetrvávající nedůvěra k papírové měně a nedostatek mědi vedl k rozšíření obchodu ve stříbře. K nahrazování mědi a papírové měny stříbrem se vláda stavěla negativně, nicméně pokusy zakazovat jeho užití v obchodních transakcích se nesetkaly s úspěchem.
Koncem dvacátých let 15. století v důsledku vysoké daňové zátěže poklesly daňové příjmy z některých bohatých regionů. Su-čou, hospodářské centrum Číny, dlužilo státu tříleté daně. Finanční problémy země byly známkou počínajícího ekonomického poklesu. Od poloviny 30. let 15. století začalo na severní polokouli šedesátileté chladné období, které přineslo záplavy, sucha a opakované neúrody, následované hladomory a epidemiemi.
Od konce 20. let byl růst počtu obyvatel zřetelný problém, přelidněním trpěl zejména Ťiang-nan. Díky pečlivému obdělávání půdy rostly výnosy, na 2–3 tany z mu (580,32 m²), to jest při dvou úrodách za rok cca 5 tanů. Přesto produkce potravin nestačila růstu obyvatelstva a cena zrna rostla, od 90. let 14. století do 30. let 15. století se zvýšila 2,5krát, na 0,25 liangu za tan. Od počátku 30. let se úřadům nedařilo odvracet hladomory. V těchto podmínkách se drobní rolníci nebyli schopni udržet, ztráceli půdu ve prospěch lichvářů a statkářů a prchali do hor a pustin mimo dosah úřadů. Ve 30/40. letech 15. století proto populace některých okresů klesla na polovinu i třetinu.
Na výše zmíněné ekonomické problémy, ke kterým přistoupily ještě války na jihozápadě ve 30. a 40. letech a s nimi spojený pokles těžby v tomto na rudy bohatém kraji, konfuciánští úředníci držící moc reagovali měnovou restrikcí (uzavíráním stříbrných dolů a zrušením výroby měděných mincí) a snížením státních výdajů – zrušili zámořské expedice a omezili tributární výměny. Úsporná opatření přijímali tím snáze, čím více zasáhla ekonomické základy moci eunuchů, konkurenční skupiny v mocenském boji. Právě eunuchové se podíleli na námořních expedicích a byli zainteresování v těžbě stříbra. Zastavení výroby měďáků po roce 1433 postihlo i ekonomiky východní a jihovýchodní Asie a v Číně vyvolalo masové rozšíření padělků mincí a hromadění drahých kovů. Ve 40. letech 15. století proto došlo k výraznému omezení oběhu stříbra.
| Problémy s dostupností měděných mincí ve východní a jihovýchodní Asii vyvolané čínským hospodářským poklesem nezůstaly ojedinělé. Ve 40. a 50. letech 15. století pokles těžby drahých kovů v Evropě vyvolal nedostatek měny, který se záhy přelil do severní Afriky a na Blízký východ. Potíže pocítila i Indie a staly se tak globálními. Situace se zlepšila až v polovině 60. let po technologických inovacích umožňujících znovuotevření evropských dolů. |
| |

Po roce 1442 vzrostl vliv eunuchů, ti prosadili znovuotevření stříbrných dolů pod svým dohledem. Avšak nízká produktivita těžby v kombinaci s vysokými požadavky dozorujících eunuchů vedla k sérii hornických povstání ve Fu-ťienu, Če-ťiangu a Ťiang-si. Po zajetí císaře Jing-cunga ve válce s Mongoly roku 1449 nová vláda těžbu opět omezila, po návratu Jing-cunga k moci roku 1457 přišlo opět uvolnění restrikcí, nicméně příjmy z těžby zůstaly nízké (např. roku 1466 pouze 455 kg stříbra).
Hospodářský pokles v Číně od začátku 40. let do poloviny 60. let 15. století vedl k omezení produkce porcelánu, zejména exportního. Nedostatek měny vedl v částech Jün-nanu, Kuej-čou, S’-čchuanu, Ťiang-si, Chu-kuangu, Šen-si a Šan-si k obratu k směnnému obchodu. Hospodářské problémy se projevily vzrůstem kriminality, v 50. a 60. letech 15. století byli bandité vážný bezpečnostní problém dokonce i v okolí hlavního města. Od poloviny 15. století se objevoval hlad a masivní rolnická povstání (povstání Teng Mao-čchiho, Ťing-siangské povstání). Přes snahu ministrů císaře Čcheng-chuy o podporu ekonomiky – budování zavlažovacích kanálů, rozdělování potravin hladovějícím – se ceny zrna k roku 1470 zvedly na 0,6 liangu za tan.

### Druhá polovina 15. a počátek 16. století
Po desetiletích deprese se ve druhé polovině 15. století ekonomika Číny i okolních zemí začala vzpamatovávat. Body obratu byl růst těžby drahých kovů od 60. let, který přinesl bezprecedentní monetizaci ekonomiky, a oteplení v 90. letech. Vzestup hospodářství přinesl hluboké změny – růst měst, zvláště na jihu a jihovýchodě, po roce 1470 podpořený expanzí zahraničního obchodu a importem japonského stříbra.
Ve druhé polovině 15. století císařové, eunuši a dvořané zachvacovali země a vyjímali je z daňových registrů; státní půda byla z větší části privatizována a její podíl na obdělávané půdě klesl z původních dvou třetin v počátcích říše Ming na osminu koncem 15. století. Klesl příjem státu z pozemkové daně: za století po éře Jung-le z 32 na 23 milionů tanů. Klesaly i dodávky vojenských rolníků, v éře Čcheng-chua (1465–1488) odváděli již jen desetinu původního množství zrna. Vláda reagovala zvýšením plateb ze zbylé státní půdy, na které se daň přiblížila úrovni pachtu, jednomu tanu z 1 mu.
Místní a regionální úřady stěží získávaly dost peněz k uspokojení požadavků nadřízených; pro své potřeby se nemohly spoléhat na příjmy z daní ani na finanční pomoc z centra. Postupně proto rostla jejich závislost na spolupráci s džentry a obchodníky, ve středním mingském období se stala všeobecnou. Investice do infrastruktury, financování místních škol i pomoc obyvatelstvu poté závisely na prostředcích jimi poskytnutých.
Postupné nahrazovaní všepronikající státní regulace víceméně naturálního hospodářství tržním hospodářstvím vyvolalo i posun v oficiálních názorech na uspořádání ekonomiky. Tak například Čchiou Ťün, úředník původem z Chaj-nanu, argumentoval ve své práci (roku 1487 oficiálně odsouhlasené císařem), že vměšování státu do fungování trhů určováním cen a kvality zboží nevyhnutelně vyvolává korupci a může zvyšovat rozdíly mezi prostými lidmi a boháči. Viděl obec jako základnu produkující zboží, a obchod jako prostředek směny přebytků vznikajících u výrobců; úkolem státu zůstalo podle něj tlumení krizí. Stát ve středním mingském období přijal tuto koncepci, když dovolil převzít obchodníkům státní monopol na dobývání a prodej soli. Byl to postupný proces: zprvu potraviny pro armádu na severní hranici dopravovali kupci dostávající výměnou licence na obchod se solí, později vláda začala solné licence prodávat za stříbro, které použila k nákupu obilí pro vojáky.

### První polovina 16. století
Oteplení koncem 15. století přineslo růst zemědělské produkce, podpořený i novými zavlažovacími projekty, což přineslo populační explozi – podle jednoho odhadu během 16. století obyvatelstvo narostlo ze 155 na 231 miliónů. V první polovině 16. století s populací rostly ekonomické aktivity v zemědělství, průmyslu i obchodu. Hospodářství se rozvíjelo, ale daně, zejména daně z nově obdělané půdy, obchodu a řemeslné výroby stát nebyl schopen získat. Fakticky nebyly naplňovány kvóty a příjmy stanovené o století dříve. Počátkem 16. století bylo mnoho zdanitelné půdy vyňato z registrů a nově obdělaná půda se do nich nedostávala. V prvních letech 16. století neuspěl pokus dostat do evidence polnosti vojenských rolníků a další pokus o registraci nově zúrodněných pozemků počátkem éry Ťia-ťing také nepřinesl úspěch. Zato úředníci dosáhli v letech 1512, 1531 a 1545 rozšíření svých osvobození od daní. Bohatí obchodníci své stříbro investovali do půjčování a půdy. Získali tak reputaci půjčovatelů peněz, přisvojovatelů půdy a vykořisťovatelů:
| „                                     | Těch, kdo se obohatili obchodem, byla většina a jen málo bylo těch, kdo zbohatli v zemědělství. Bohatý se stával bohatším a chudý ještě chudším. Ti, kdo stoupali vzhůru, přebírali řízení a ti, kdo klesali, byli nuceni uprchnout. Byl to kapitál, jenž přinášel moc, půda neskýtala trvalou naději. Obchod prudce rostl a sebemenší zisk se počítal. Zkorumpovaní magnáti zasévali nepořádek a zámožní lumpové okrádali ostatní. Čistota a neposkvrněnost byly ty tam. | “ |
| — Čang Tchao, Kronika okresu Še, 1609 | |   |

Počátkem 16. století se v mořích jihovýchodní Asie objevili portugalští mořeplavci a svým pirátstvím poškodili místní obchod, který se zotavil až ve 30. letech 16. století. Růst námořního obchodu ale vláda vnímala negativně. Pobřežní oblasti Číny proto trpěly bojem státu proti volnému námořnímu obchodu a nájezdy pirátů, zejména ve 40. a 50. letech 16. století. Východní a centrální oblasti Číny zase postihly přírodní katastrofy, roku 1528 při suchu v Che-nanu a Ťiang-nanu místy zemřela polovina obyvatel. Suchy, epidemiemi, dešti a hladomory trpěl Ťiang-nan až do konce 40. let 16. století.
| V zásadě stříbro a měď obíhaly v různých sektorech hospodářství. Stříbro bylo užíváno ve velkoobchodě. S posunem od poskytování služeb v úkonech ke platbám v penězích od 50. let 15. století se používaly měďáky, až od 20. let 16. století bylo na nejnižší úrovni zdanění používáno stříbro. S růstem dovozů stříbra do 70. let 16. století se rozšířilo více do ekonomiky, kde nahradilo měď, státovky, látky nebo směnný obchod. |
| |

Hodnota měděných (fakticky bronzových) mincí upadla s rozšířeným paděláním mincí; od počátku 16. století růst námořního obchodu s Evropany přinesl masívní import stříbra, které se postupně stalo základním platebním prostředkem používaným při větších platbách. Oficiální produkce stříbra v polovině 15. století byla 22–30 tun ročně, dovoz stříbra z Ameriky domácí těžbu značně převyšoval, konkrétně v letech 1597–1602 se pohyboval mezi 150 a 345 tunami ročně.
Zákaz námořního obchodu nebyl stát schopen vynutit a kvůli zákazu nebyl z něho ani schopen získat daňové příjmy. A tak zisky z něho, ale i ze zdokonalení zemědělských postupů, rozvoje průmyslu a řemesel a obchodu zůstávaly v soukromých rukou a stát z nich dostával jen málo. Ekonomika kvetla, ale státní pokladna nikoliv.

### Druhá polovina 16. století a počátek 17. století
Objevení nových stříbrných dolů s přítokem stříbra ze zahraničí umožnilo růst užívání stříbra – počínaje rokem 1552 byla pozemková daň a pracovní povinnost v tzv. reformě jediného prutu postupně převáděna na platby ve stříbře, za současného sloučení různých menších poplatků. Současně technologický pokrok v zemědělství vedl k rozšíření pěstování plodin pro trh – bavlny, cukrové třtiny, indiga, arašídů a tabáku. Rostla produkce železa a oceli. Množily se a zvětšovaly velkostatky, střední statkář na jihu mohl vlastnit 70 tisíc mu (přes 4 tisíce ha) půdy.

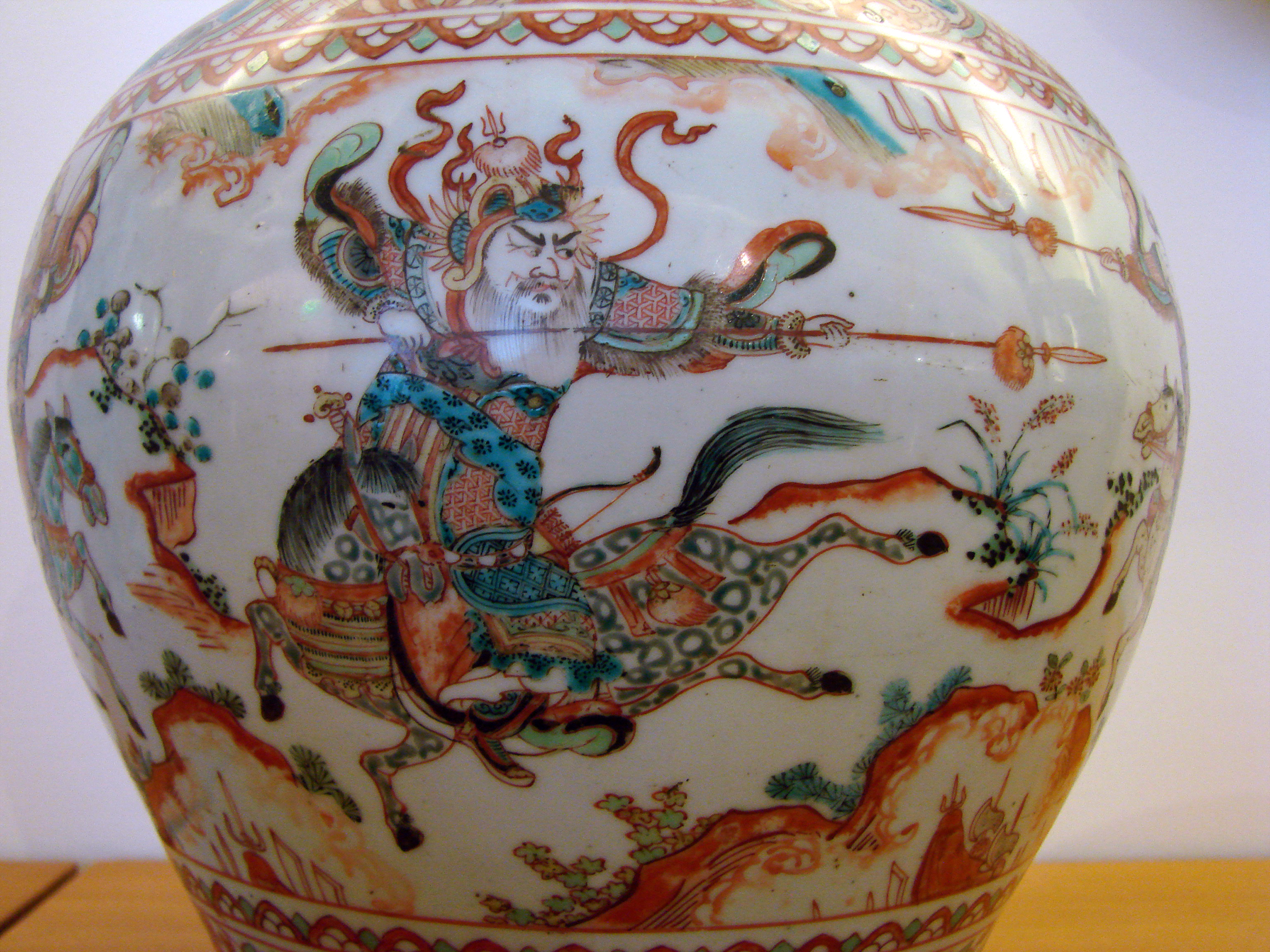
Porcelánová váza éry Ťia-ťing (1521–1567), Guimetovo muzeum, Paříž; v pozdním mingském období byla čínská kultura do značné míry spotřební. Společenské elity zdůrazňovaly rozdíly mezi výrobky podřadnými, byť i draze vypadajícími, a prestižním zbožím, jehož užíváním se skuteční vzdělanci odlišovali od povýšeneckých zbohatlíků.

Požadavky na státní výdaje rostly rychleji než příjmy: roku 1562 bylo jen na výplatu císařského rodu třeba 8,5 milionů tanů zrna, tj. 2/3 příjmů státu. Kvůli nedostatku prostředků se vojenské výdaje snížily na třetinu, s neblahými důsledky pro bojeschopnost armády.
Stanovení plateb nájmu a daní ve stříbře vedlo při růstu cen stříbra k chudnutí rolníků a růstu daní z 1/3 na 2/3 úrody. To vyhánělo rolníky z půdy pod ochranu mocných pánů, na moře, do hor či do dolů. Vzpurnější chudáci se nespokojili s mizernou mzdou a stali se piráty či bandity. Rolníci ztrativší půdu zaplňovali města, která rychle rostla, například obyvatelstvo Su-čou se zvětšilo z 339 tisíc lidí v polovině 16. století na 650 tisíc koncem století. Obě metropole měly přes milion obyvatel, ve více než třiceti průmyslových městech se obyvatelstvo počítalo na statisíce. Z nově příchozích se vesměs se stali dělníci v manufakturách, najímaní podle potřeby:
| „ | Měli práci – žili, ztratili práci – umírali. | “ |
| — |                                              |   |

V Ťing-te-čenu bylo koncem 15. století 50 pecí, zatímco koncem 16. století na 300. Jejich záře prosvětlovala noc a bílý dým halil den… Kapitály velkých kupců ze Su-čou a Ťing-te-čenu dosahovaly stovek tisíců liangů stříbra. Bouřlivě rostlo bavlnářství.
Velký sekretář Čang Ťü-čeng dokázal v 70. letech 16. století prosadit významné reformy v daňové oblasti; byl zpracován nový katastr, evidující na 7 milionů čchingů půdy, vyrovnány daně (sníženy rolníkům, zavedeny pro statkáře) a jejich placení v nemalé míře posunuto od naturálií ke stříbru. Podařilo se nahromadit značné finanční rezervy šetřením a osekáním státních výdajů (avšak beze změn v jejich struktuře). Nicméně hromadění stříbra ve státních pokladnicích (cca milion liangů ročně) vyvolalo pokles zemědělských cen. Rezervy shromážděné v důsledku Čangových reforem byly takřka vzápětí utraceny při třech velkých vojenských kampaních císaře Wan-liho koncem 16. století. V 80. letech 16. století navíc postihly Čínu záplavy, sucho a chlad. Hladomor v letech 1588–1589 kosil obyvatelstvo Ťiang-nanu a roku 1593 Šan-tungu.
Začátkem 80. let byli z vlády vyhnáni reformisté, kteří se poté seskupili kolem akademie Tung-lin. Znovu se dostali k moci až roku 1620, ale jen na několik měsíců, pak byli opět rozehnáni. S jejich neúspěchem padla šance na státní regulaci vlastnických vztahů a rolníci byli necháni napospas statkářům.
Koncem 16. století růst zemědělské výroby přestal držet krok s růstem populace. Počet obyvatel říše Ming se na počátku 17. století zvýšil troj až čtyřnásobně ve srovnání s koncem 14. století. Potraviny nyní sotva stačily i v úrodných letech, a neúrody vedly k hladomorům, např. roku 1595 v Šan-tungu a Che-nanu. Zrna na obyvatele bylo stále méně, zato ceny rostly. V 90. letech 16. století cena zrna při přepočtu daní byla už 1,25 liangu za tan, a na trhu ještě více, v severním pohraničí i 5 liangů za tan. Drobní rolníci chudli a měnili se v nájemce, povinné k daním platit ještě vysoký nájem, s daněmi odváděli až 2/3 úrody. Koncem 16. století tak na dolní Jang-c’ na 90 % rolníků ztratilo půdu a stalo se nájemci.
Současně vzkvétala města: příliv volné pracovní síly podněcoval rozvoj řemesel, těžby a dopravy. I když zdaleka ne všichni, kdo odešli do měst, našli práci. Mnozí z nezaměstnaných bezdomovců rozšířili řady žebráků, zlodějů a banditů. Zoufalí chudáci prodávali své děti, nebo sebe, do služby, prakticky do otroctví. V jednom okrese soudobý autor poznamenal, že takových je 20–30 % populace. Učenec Ku Jen-wu (1613–1682) později vzpomínal, že když byl někdo jmenován do vládní pozice, nabízelo se velké množství, tisíce lidí, že mu budou sloužit. Dvůr reagoval zvýšením počtu eunuchů. V krizových letech se totiž nezaměstnaní mladí muži v naději na uplatnění u císařského dvora sami kastrovali, roku 1620 se v Pekingu nahromadilo 20 tisíc takových žadatelů.
S přesunem kapitálu od půdy k obchodu a výrobě poklesly ceny půdy a koncem 16. století zkolabovaly. Celkově posílila třída obchodníků, vzrostla městská populace, komerční zemědělství, produkce řemeslného a průmyslového zboží, plocha obdělávané půdy a užívání peněz; vzrostla prosperita podnikatelů, ale zhoršila se situace nižších vrstev rolnictva.
K vyrovnání trvalého obchodního deficitu světa v obchodu s říší Ming přitékalo do Číny stříbro z celého světa. V prvním desetiletí 17. století to bylo z Japonska 33–48 tun ročně, z ostatního světa mnohem více: v 17. století byla Čína největším příjemcem amerického stříbra skrz Filipíny, ročně 2 až 3 milióny pesos (57,5 – 86,25 tun). 20 % amerického stříbra putovalo z Ameriky přímo na Filipíny a do Číny, další nepřímo přes Evropu a trhy střední Asie. Nakonec se do Číny dostala polovina americké těžby. Celkem v první třetině 17. století přitékalo do Číny ročně nejméně 250–265 tun stříbra, pravděpodobně však mnohem více. V důsledku mezinárodních propojení proto Čínu negativně ovlivnila evropská deprese 20. let 17. století, během níž obchod z Filipínami poklesl na zlomek původní hodnoty (v Manile z 41 na 6 lodí ročně). Až ve 30. letech 17. století se obchod obnovil.

### Závěrečná krize (20.–40. léta 17. století)
Ve dvacátých letech se nedobrý stav mingské ekonomiky ještě zhoršil. Počínaje posledními roky éry Wan-li v Číně začala finanční krize, vyvolaná nedostatkem oběživa – stříbra. Příčinou byly pirátské akce Angličanů a Nizozemců (podporované jejich vládami) namířené proti španělskému a portugalskému obchodu, vedené snahou oslabit ekonomickou sílu katolických nepřátel. Současně Filip IV. Španělský (vládl 1621–1665) bránil nepovolenému vývozu stříbra z Ameriky do Číny a ve snaze o monopol na obchod s Čínou vypravoval do Manily koráby s peruánským stříbrem ze španělských přístavů. Roku 1639 japonská vláda prakticky ukončila obchod s evropskými státy, čím podvázala další zdroj stříbra pro čínský trh. Nicméně přítok stříbra z Japonska pokračoval, byť v omezeném množství, kdežto ztráta jihoamerického stříbra byla mnohem tíživější. Existuje také názor, že růst hodnoty stříbrných peněz v 17. století byl způsoben spíše poklesem poptávky po zboží než zmenšením množství stříbra v oběhu.

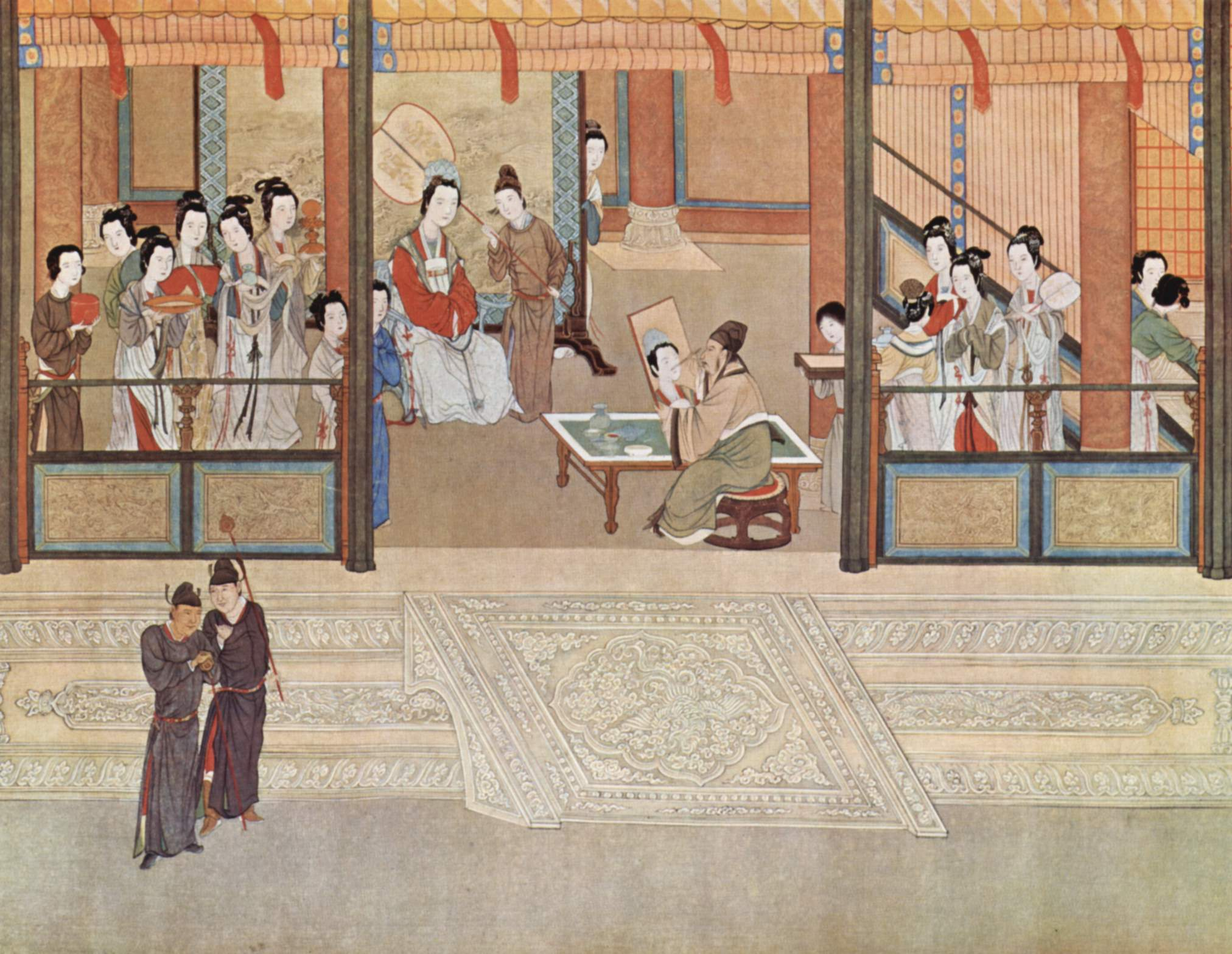
Jarní ráno v chanském paláci, autor Čchiou Jing (1494–1552), Národní palácové muzeum, Tchaj-pej; okázalý luxus a dekadence byly pro pozdně mingské elity charakteristické

Všechny tyto události se staly přibližně současně a jejich společný vliv vyvolal ostrý růst hodnoty stříbra a vedl k neschopnosti mnohých čínských provincií odvádět daně a dávky v předepsané výši. Čím větší mělo stříbro hodnotu, tím neochotněji bylo vydáváno – což vedlo k poklesu množství stříbra v oběhu a inflaci měďáků. Ve 30. letech 17. století tisíc měďáků odpovídal jednomu liangu stříbra, roku 1640 polovině liangu a počátkem roku 1643 už pouze třetině liangu. Pro rolníky takový vývoj znamenal katastrofu. Daně byly totiž stanoveny ve stříbru, kdežto místní obchod – prodej přebytků i nákup řemeslných výrobků – byl placen v měďácích.
| „                                     | Jeden muž ze sta je bohatý, zatímco devět z deseti je zchudlých. Chudí nedovedou vzdorovat bohatým, kteří mohou ovládat většinu, třebas je jich málo. Pán stříbra vládne nebesům a bůh měďáků panuje na zemi. Hrabivost nezná mezí, maso zraňuje kost, všechno slouží osobní potěše a nic se nesmí zmeškat. Při transakcích s druhými musí být vše vyrovnáno do posledního chlupu. Démoni proradnosti se blíží… | “ |
| — Čang Tchao, Kronika okresu Še, 1609 | |   |

Počínaje 20. lety 17. století se v severní Číně stal hlad stálým jevem vinou suchého a chladného počasí a z toho plynoucího zkrácení vegetačního období; toto ochlazení je dnes známé jako malá doba ledová. Hlad, rostoucí daňové zatížení, rozšíření dezertérství, oslabení systému pomoci chudině, záplavy a neschopnost ústřední vlády řádně řídit práce na zavlažovacích a protipovodňových stavbách vedly k vysoké úmrtnosti, zbídačení a surovosti lidí. Sama vláda, prakticky ztrácející daňové příjmy, nebyla schopna bojovat se vznikajícími problémy.
Poměry na venkově byly ve 20. letech pro rolníky nesnesitelné a vzpoury neutichaly. Od roku 1628 pustošila severní Čínu válka mezi rolníky vzbouřenými v povstání Li C’-čchenga a vládní armádou. Ve 30. letech 17. století chudí a hladoví lidé prchali do měst, kde jim nezbývalo než žebrat a krást. Zatím na venkově zpustly celé okresy a džentry byla šokována hloubkou averzí chudých k bohatým. Po velkém hladomoru v Che-nanu se stovky a tisíce rozhněvaných rolníků přidaly k Li C’-čchengovu povstání. Státní správa kolabovala. Roku 1629 vláda zkrátila výdaje na poštu o 30 %, výsledkem bylo výrazné zhoršení spojení, úředníci pak nemohli s jistotou očekávat, že jejich hlášení dojdou do centra. Ke všemu předešlému postihl Ťiang-si roku 1637 hladomor a roku 1641 řádila v severní Číně epidemie, která dospěla až do Ťiang-nanu. Počet obětí byl velmi vysoký, byť zůstal neznámý. Povstalci začali budovat vlastní administrativu a zahájili pozemkovou reformu pod heslem:
| „ | Vznešeným i prostým – rovné pozemky. | “ |

Nakonec roku 1644 Li C’-čchengova armáda dobyla hlavní město, Peking, a císař Čchung-čen spáchal sebevraždu. Generál Wu San-kuej, velící mingské pohraniční armádě severně od Pekingu, nenašel jinou možnost porážky povstalců, než podřízení se mandžuské říši Čching. Čchingská armáda s podporou statkářů a džentry rychle porazila povstalce a zabrala severní Čínu. V několika následujících letech si podřídila i jih země. Během válek zahynulo ohromné množství lidí, na zničeném severu v některých okresech zůstala sotva třetina obyvatel, zpustošena byla i jižní města.